# Teclado modelo M

El modelo M designa un grupo de teclados de computadora diseñados y fabricados por IBM a partir de 1984, y más tarde por Lexmark International, Maxi Switch y Unicomp. Muchas variaciones del teclado tienen sus propias características distintivas, y la gran mayoría tiene un diseño de teclas con resortes y teclas intercambiables. Los teclados modelo M han sido elogiados por los entusiastas de la informática y los mecanógrafos frecuentes debido a su durabilidad y consistencia, y a la retroalimentación táctil y auditiva que proporcionan.
El Modelo M también se considera una pieza de hardware duradera y atemporal. Aunque las computadoras y los periféricos de computadora producidos simultáneamente con el Modelo M se consideran obsoletos, muchos teclados Modelo M todavía están en uso debido a su durabilidad física y la validez continua de su ANSI 101- diseños de teclas e ISO 102, mediante el uso de un adaptador PS / 2 hembra a USB macho con un convertidor de nivel incorporado. Desde su popularidad original, las nuevas generaciones de escritores y técnicos informáticos han redescubierto su funcionalidad y estética únicas. La empresa Unicomp, con sede en Kentucky, continúa fabricando y vendiendo teclados Modelo M.

## Historia

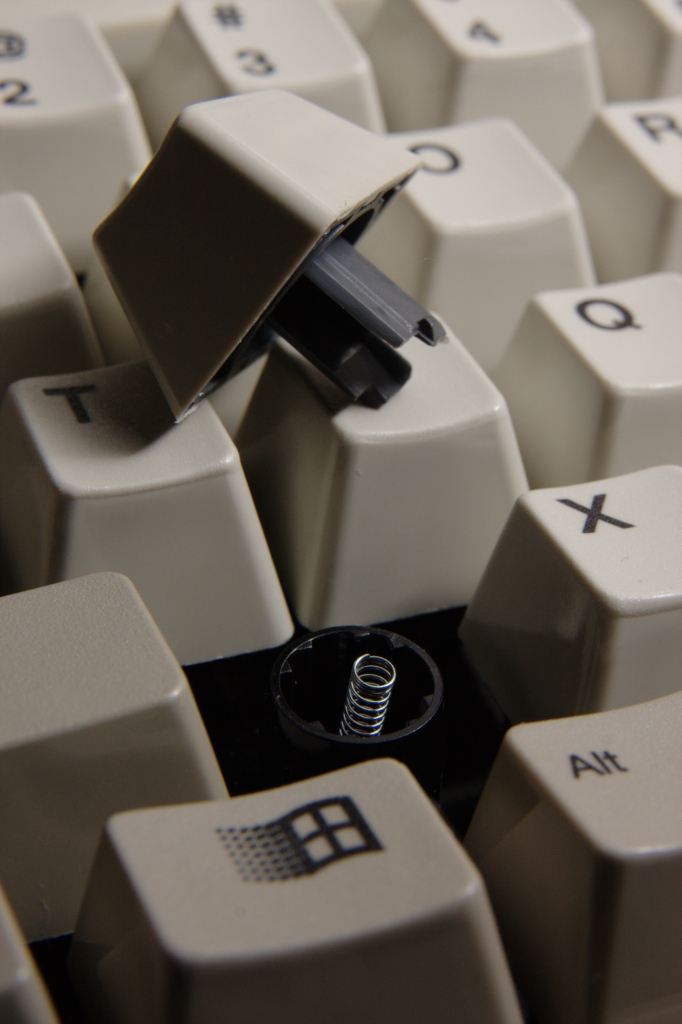
Unicomp Modelo M con la tecla "z" eliminada. El resorte de pandeo es visible.

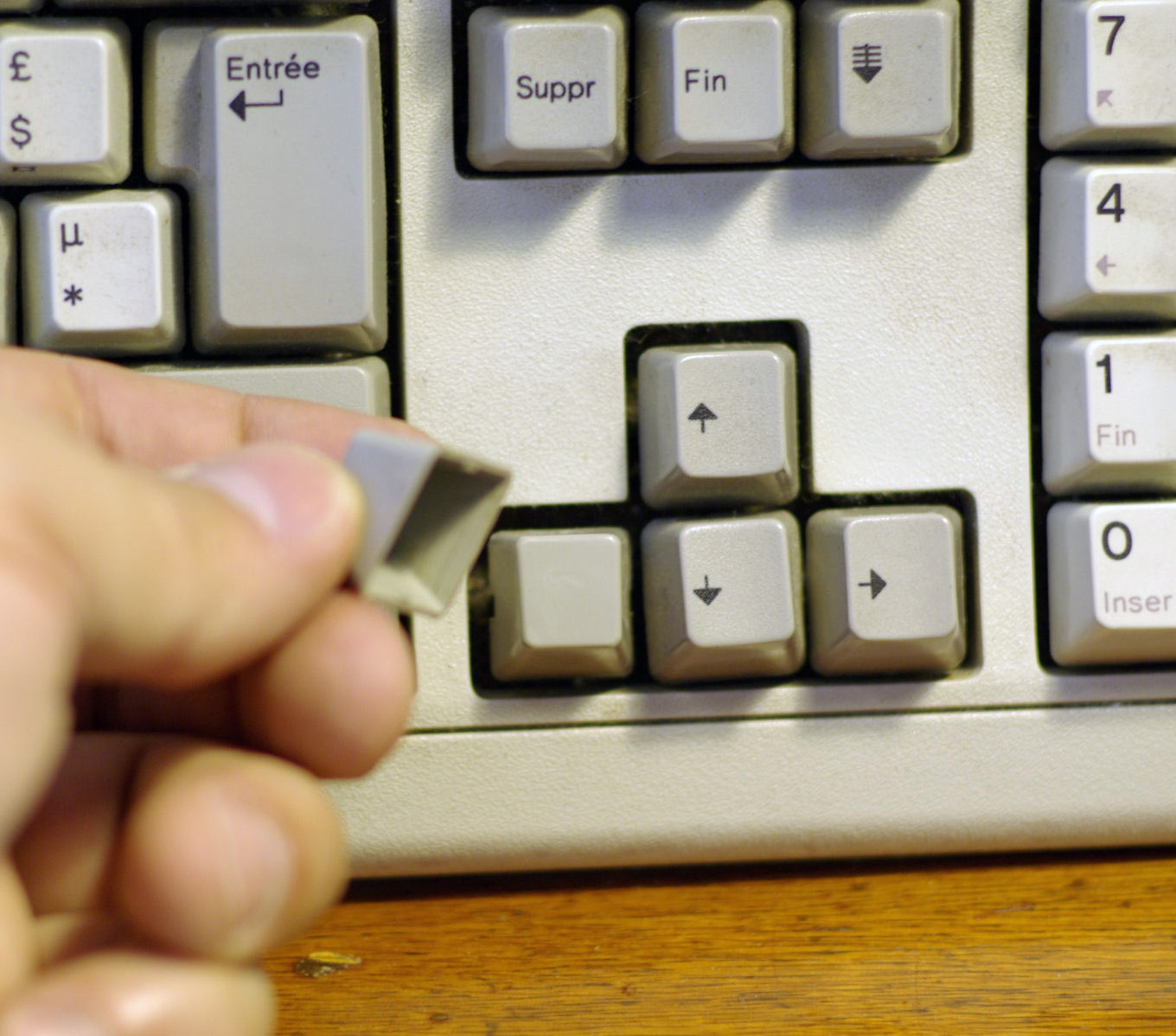
Tapa de tecla en un teclado modelo M francés.

El teclado Modelo M fue diseñado para ser más rentable que el teclado Modelo F al que reemplazó. La producción de teclados modelo M comenzó en 1985 y, a menudo, se incluían con nuevas computadoras IBM. Fueron producidos en plantas de IBM en Lexington, Kentucky, Greenock, Escocia y Guadalajara, México. La variante más común es el teclado mejorado de IBM identificado por el número de pieza de ensamblaje de IBM 1391401, el teclado de distribución en inglés de EE. UU. incluido con el IBM Personal System/2. Hasta alrededor de 1993, la mayoría de los Model M incluían un cable desmontable, enrollado y resistente, con un conector AT (anterior a 1987) o PS/2, en longitudes de 1,5 y 3 metros. Desde aproximadamente 1994 en adelante, se utilizaron cables planos no desmontables para reducir los costos de fabricación; sin embargo, IBM conservó su diseño de 101 teclas y nunca implementó las teclas de Microsoft Windows comunes en otros teclados de esa época. Unicomp diseñó más tarde un Model M de 104 teclas con teclas de Windows.
El 27 de marzo de 1991, IBM vendió varias de sus operaciones de fabricación de hardware, incluida la producción de teclados, formando Lexmark International. Lexmark continuó fabricando teclados modelo M en Estados Unidos, Reino Unido y México, siendo IBM el principal cliente de Lexmark. Muchos de estos teclados están identificados por los números de pieza de ensamblaje de IBM 52G9658, 52G9700, 71G4644, 82G2383 y 42H1292, que se incluyeron con IBM PS / ValuePoint e IBM PC Series . Debido a las presiones de precios, estos teclados se fabricaron con un diseño nuevo y de menor costo, incluyendo plástico más ligero, un cable integrado y un solo color para las leyendas de las teclas.
Un acuerdo de cinco años que obligaba a IBM a comprar casi todos sus teclados de Lexmark expiró el 27 de marzo de 1996. Lexmark abandonó el negocio de teclados, vendiendo activos relacionados con IBM y Maxi Switch. Cuando Lexmark suspendió la producción de teclados en abril de 1996, IBM continuó produciendo teclados modelo M con resorte de pandeo en Escocia hasta 1999. Maxi Switch compró activos para teclados de domo de goma y el teclado Lexmark Select-Ease (modelo M15), incluido una patente de interruptor de pandeo de resorte. Maxi Switch continuó fabricando el teclado mejorado IBM con TrackPoint II (modelo M13) en México hasta 1998. Algunos de los activos de fabricación de teclados de Lexmark también se vendieron a un grupo de empleados de Lexmark, que formaron Unicomp. Unicomp todavía fabrica su versión del Modelo M (similar al número de pieza 42H1292 pero primero se renombró 42H1292U y luego el "Personalizador"), así como otras configuraciones que incluyen diseños actualizados de 104 y 105 teclas; un diseño Unix (donde se transponen las teclas Ctrl y Bloq Mayús y las teclas Esc y tilde); modelos con punteros o trackballs integrados; y modelos específicos de POS, como los que tienen lectores de banda magnética incorporados. Aunque los modelos actuales de Unicomp aún se pueden comprar, los modelos de producción originales conservan bien su valor entre los coleccionistas y entusiastas de la informática.

## Variaciones
Las numerosas variaciones del Modelo M (denominadas "números de pieza") incorporaron características y/o colores alternativos. Una de las variantes más populares es el teclado que ahorra espacio, que integra el teclado numérico en la sección principal del teclado, reduciendo sustancialmente su ancho.

IBM lanzó el modelo M estándar y de ahorro de espacio en un color alternativo 'gris/guijarro' para usar con sus computadoras industriales; este color más oscuro fue diseñado para ocultar la decoloración por manipulación en entornos de producción. Otras características variables incluyen una barra espaciadora con conexión a tierra y, en algunos modelos posteriores, orificios de drenaje para evitar daños por bebidas derramadas.

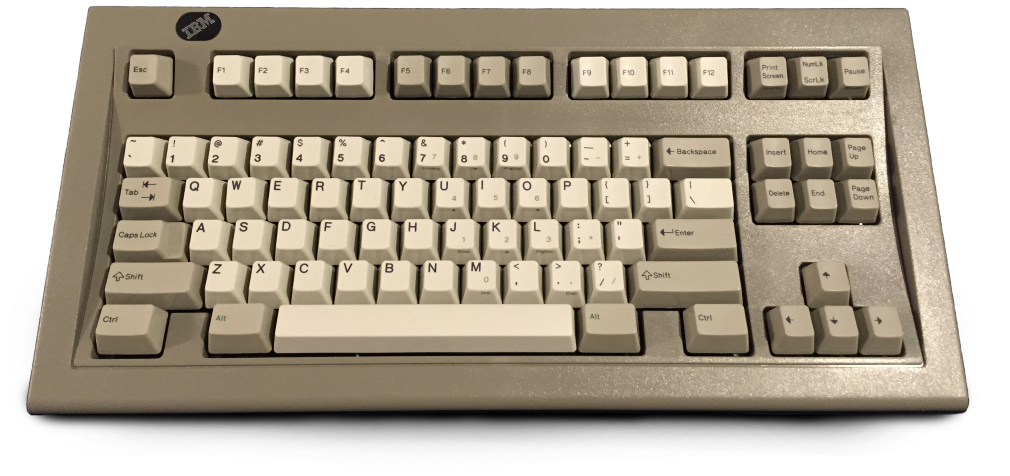
Teclado IBM modelo M que ahorra espacio, variante industrial
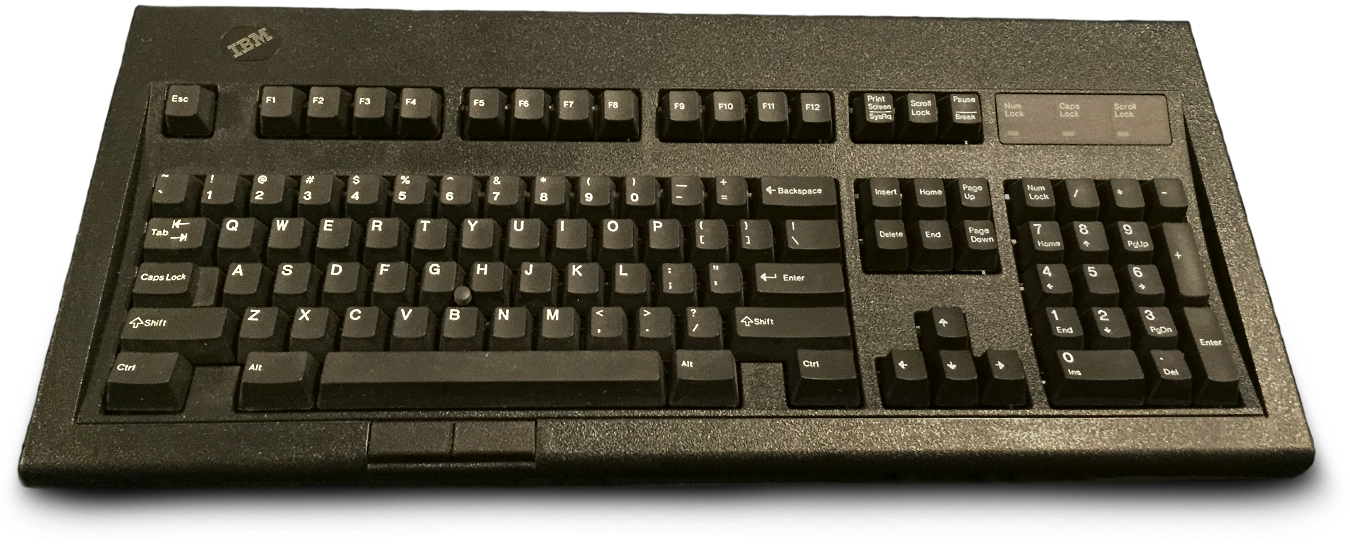
Variante IBM Model M13 'negra' con la tapa de trackpoint negra opcional
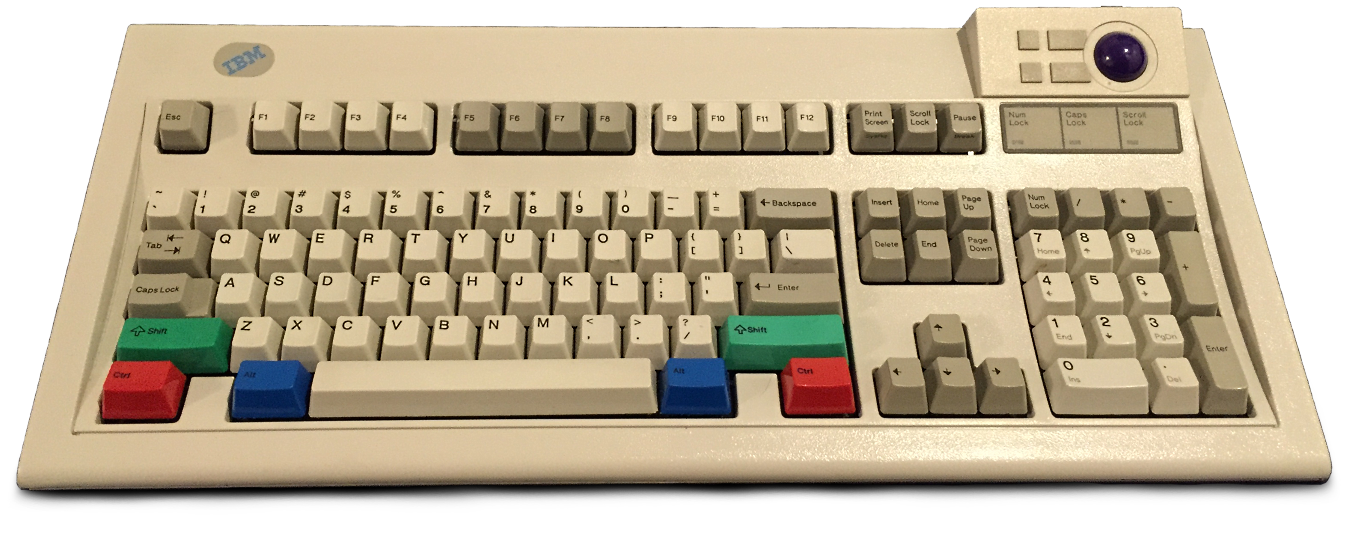
IBM Model M5-2, con trackball violeta y teclas 'RGB' alternativas de Unicomp
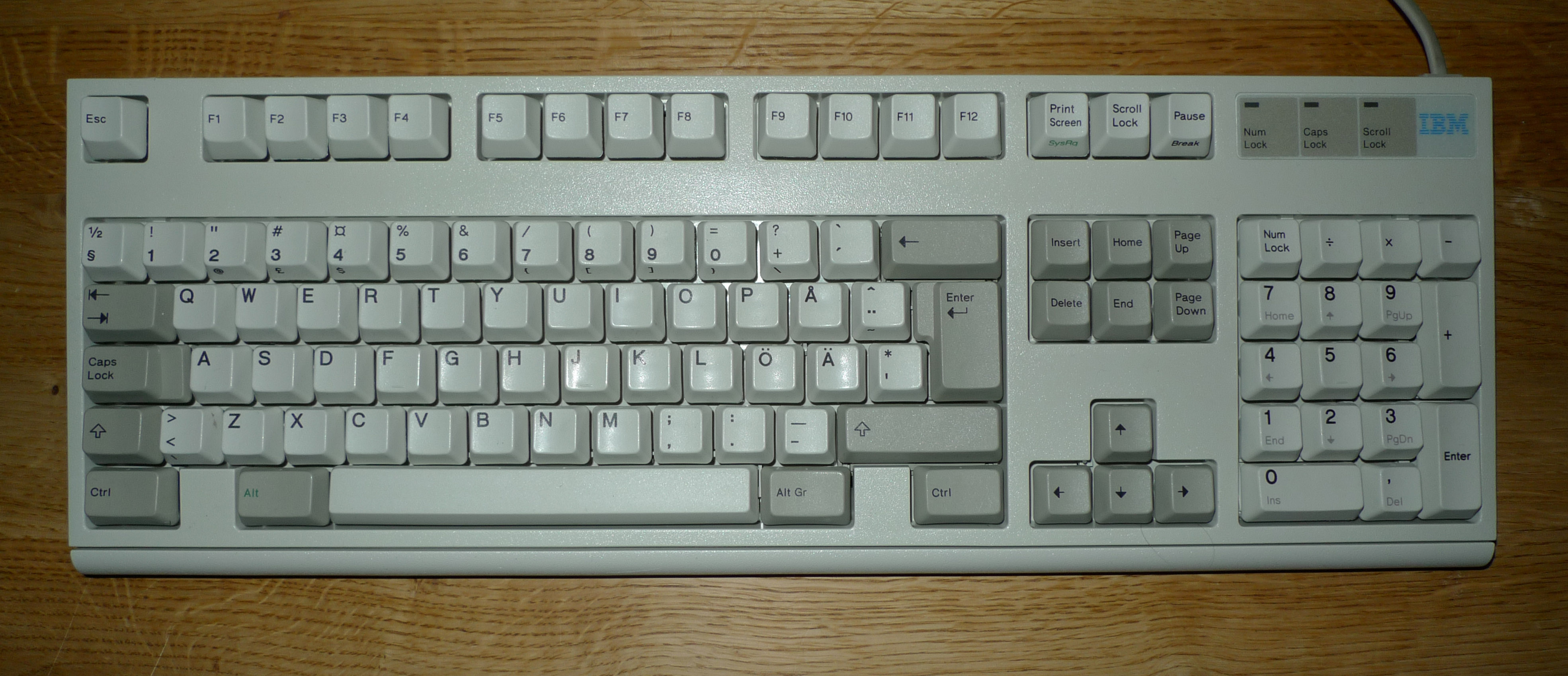
IBM Modelo M2, Parte no. 1395713, fabricado en 1992

## Diseño
La variante más comúnmente conocida como "Modelo M" es la Parte No. 1391401, en la que se basaron muchas otras variantes. Este modelo, conocido como el teclado mejorado, incluía el diseño de resorte de pandeo patentado de IBM y teclas intercambiables.
El diseño de la llave de resorte de pandeo del Model M le da una sensación y un sonido únicos. A diferencia de los diseños de interruptores de domo más comunes y más baratos, los resortes de pandeo brindan a los usuarios una retroalimentación táctil y auditiva inconfundible. Debido a su toque más definido, algunos usuarios informan que pueden escribir más rápido y con mayor precisión en el Modelo M que en otros teclados.
Hasta las últimas variantes de la cuarta generación, la mayoría de los Model M tenían una rejilla de altavoz circular ranurada de 1,25 "en la superficie inferior. Sin embargo, relativamente pocos contienen un altavoz real, que solo era útil para emitir códigos de sonido en sistemas terminales más antiguos. El más común Los P / N con altavoces son 1394540 y 51G872, hechos para estaciones de trabajo RS / 6000 UNIX.
Hay algunos inconvenientes en el diseño del Model M:
- Debido a que son tan grandes y pesados (más de 1,5 kg, más pesados que algunos portátiles modernos) no son tan portátiles como los teclados más modernos.
- Sus teclas con resorte de pandeo son lo suficientemente ruidosas como para ser inapropiadas en lugares tranquilos como bibliotecas e instalaciones médicas.
- Los líquidos que se derraman en la mayoría de los Model M no se drenan y permanecen en el teclado con la posibilidad de provocar un cortocircuito. Los últimos diseños 42H1292 y 59G780, así como los 1370477 y 1391401 posteriores a 1993 fabricados principalmente por Lexmark y Unicomp, tienen canales de drenaje diseñados para evitar este problema.
- Unicomp produce en la actualidad Model M con conectores USB que se pueden conectar directamente a las PC modernas. Sin embargo, los modelos M anteriores tienen conectores conector AT o conector PS/2, lo que requiere adaptadores para PC que carecen de esas capacidades (existen adaptadores PS/2-a-USB para computadoras sin puertos PS/2 y adaptadores AT-a-PS/2 adicionales, o cables SDL-a-PS/2, para computadoras sin puertos AT). Algunos PS/2-USB no son fiables como los primeros modelos M, ya que requieren más energía de la que pueden proporcionar los adaptadores.[19]

## Identificación

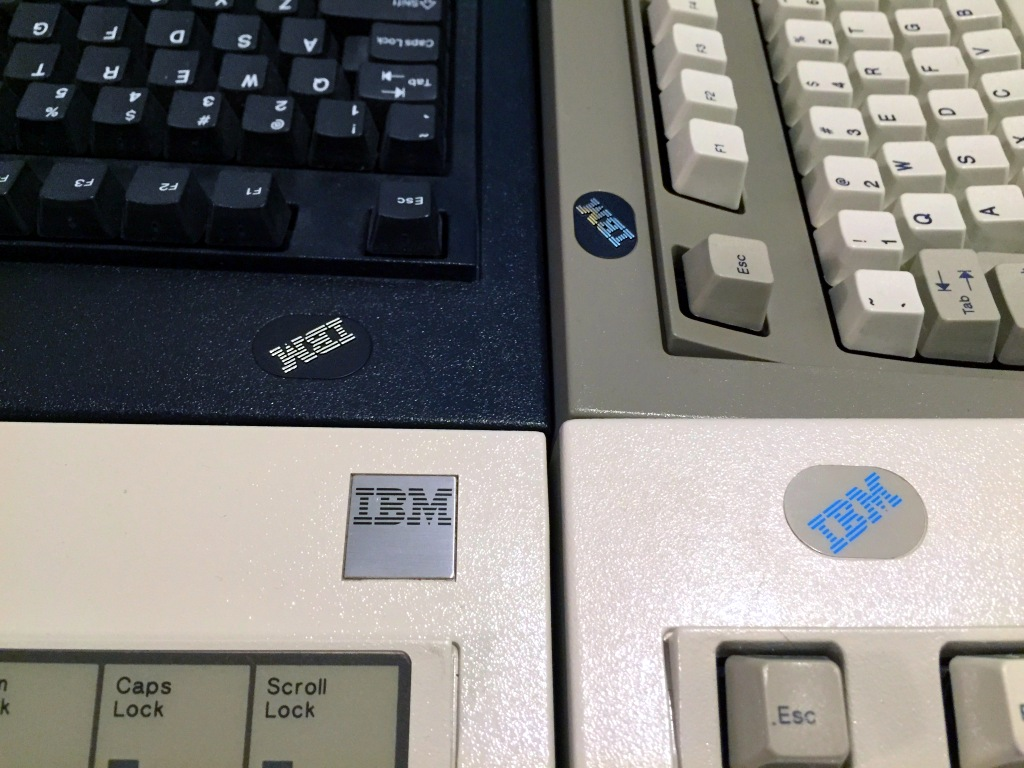
La placa de aluminio cuadrada en un teclado de la serie 1390131 en comparación con otras variantes.

Todos los teclados Modelo M fabricados por IBM y Lexmark tienen una etiqueta de identificación en la parte inferior que indica el número de pieza del ensamblaje, el número de serie individual y la fecha de fabricación. El período general en el que se fabricó un Model M también se puede distinguir a menudo por el tipo de "insignia" del logotipo sobre sus teclas. El primer modelo M (números de pieza 1390120 o 1390131) tiene una insignia de aluminio cuadrada en la esquina superior derecha. El número de pieza 1391401, y la mayoría de las variantes basadas en él, tiene un logotipo gris de IBM en un óvalo empotrado en la parte superior izquierda del tablero. Los Model M posteriores fabricados por IBM y las variantes fabricadas posteriormente por Lexmark a principios de la década de 1990 (números de pieza 1370477, 52G9658, 52G9700, 59G7980, 92G7453, 82G2383, 42H1292, etc.) tienen un área de placa ovalada similar con un logotipo azul.

## Funciones por número de pieza
Leyenda de la posición del logotipo:
- LC: Esquina izquierda
- RC: Esquina derecha
- LLC: Esquina inferior izquierda
- LRC: Esquina inferior derecha
- ULC: Esquina superior izquierda
- URC: Esquina superior derecha
- LLP: Panel de luz de bloqueo

Haga clic en [ mostrar ] para mostrar el contenido de la tabla.
| Número de pieza            | Tipo de interruptor | Tapas de tecla desmontables | Cable desmontable          | Interfaz                   | Canales de drenaje                | Tipo de logo, posición                                                                             | Fabricante                             | Años                                        | Copyright                                                         | Características |         |                   |    |    |      |    |                       |         |          |                                        | |
| -------------------------- | ------------------- | --------------------------- | -------------------------- | -------------------------- | --------------------------------- | -------------------------------------------------------------------------------------------------- | -------------------------------------- | ------------------------------------------- | ----------------------------------------------------------------- | --- | ------- | ----------------- | -- | -- | ---- | -- | --------------------- | ------- | -------- | -------------------------------------- | --- |
| Número de pieza            | Tipo de interruptor | Tapas de tecla desmontables | Cable desmontable          | Interfaz                   | Canales de drenaje                | Tipo de logo, posición                                                                             | Fabricante                             | Años                                        | Copyright                                                         | Características | 02K3672 | Resorte de pandeo | Sí | Sí | PS/2 | Sí | Azul sobre óvalo, ULC | Unicomp | ?-1998-? | Ninguno ("Mfg by Unicomp Inc for IBM") | El teclado IBM hecho por Unicomp, color gris oscuro industrial, tiene rejilla de altavoz y leyenda de dos tonos en las teclas Alt y el teclado numérico. |
| 02K3760                    | Resorte de pandeo   | Sí                          | No                         | PS/2                       | Sí                                | Ninguno (rectángulo en blanco, ULC)                                                                | Unicomp                                | ?-2005-?                                    | Ninguno ("Mfg by Unicomp Inc for IBM")                            | Teclado IBM hecho por Unicomp |         |                   |    |    |      |    |                       |         |          |                                        | |
| 02K3817                    | Resorte de pandeo   | Sí                          | No                         | PS/2                       | Sí                                | Ninguno (rectángulo en blanco, ULC)                                                                | Unicomp                                |                                             | Unicomp, Inc. 1984                                                | Diseño QWERTZ alemán |         |                   |    |    |      |    |                       |         |          |                                        | |
| 06H4173                    | Resorte de pandeo   | No                          | No                         | PS/2                       | Sí                                | Plata sobre óvalo negro, ULC (Maxi Switch) Azul sobre óvalo blanco, ULC (Unicomp)                  | Interruptor Maxi, Unicomp              | 1997-99                                     | Unicomp, Inc. 1984, o ninguno (Maxi Switch)                       | Trackpoint industrial PS / 2 gris oscuro con dos conectores para teclado y mouse (dispositivo señalador Unicomp en lugar de IBM Trackpoint II) |         |                   |    |    |      |    |                       |         |          |                                        | |
| 1369050                    | Resorte de pandeo   | No                          | No                         | PS/2                       | Sí                                | Logotipo gris de DELL (nuevo estilo), ULC                                                          | Lexmark "Made in the USA"              | ?-1994-95-?                                 | Lexmark International, Inc. 1984                                  | |         |                   |    |    |      |    |                       |         |          |                                        | |
| 1370475                    | Resorte de pandeo   | Sí                          | Sí                         | PS/2                       | Sí                                | Azul sobre óvalo, ULC                                                                              | Lexmark                                | 1993-?                                      | Lexmark International, Inc. 1984                                  | Teclado que ahorra espacio (sin teclado numérico ni LLP) |         |                   |    |    |      |    |                       |         |          |                                        | |
| 1370477                    | Resorte de pandeo   | No                          | Sí                         | PS/2                       | Sí                                | Azul sobre óvalo, ULC                                                                              | Lexmark                                | 1993-96                                     | Lexmark International, Inc. 1984                                  | |         |                   |    |    |      |    |                       |         |          |                                        | |
| 1370478                    | Resorte de pandeo   | Sí                          | Sí                         | PS/2                       | Sí                                | Azul sobre óvalo, ULC                                                                              | Lexmark                                | 1993                                        | Lexmark Int'l. Inc. 1984                                          | Modelo M5 con trackball en miniatura y botones L / R de "clic" y "arrastrar" por cierto. teclas de navegación |         |                   |    |    |      |    |                       |         |          |                                        | |
| 1378160 1378162            | Resorte de pandeo   | Sí                          | No                         | PS/2                       | Sí                                | [var. 1] Logotipo AMBRA en trapezoide elevado, ULC [primavera. 2] Ninguno                          | Lexmark                                | 1993-94                                     | Lexmark Int'l, Inc. 1984                                          | Se utilizan los mismos p / n para dos subvariantes: (1.) Computadoras domésticas económicas IBM AMBRA (2.) Placas OEM sin logotipo |         |                   |    |    |      |    |                       |         |          |                                        | |
| 1378186                    | Domo de goma        | No                          | No                         | PS/2                       | Sí                                | Logotipo de Lexmark, ULC                                                                           | Lexmark                                | ?-1994-?                                    | Lexmark International, Inc. 1985                                  | El único modelo M con domo de goma conocido que se vende bajo el nombre de Lexmark |         |                   |    |    |      |    |                       |         |          |                                        | |
| 1378192                    | Resorte de pandeo   | Sí                          | No                         | PS/2                       | Sí                                | Logotipo de Lexmark, ULC                                                                           | Lexmark                                | ?-1994-?                                    | Lexmark Int'l. Inc. 1984                                          | Modelo blanco M13 con Trackpoint II |         |                   |    |    |      |    |                       |         |          |                                        | |
| 1378210                    | Resorte de pandeo   | Sí                          | Sí                         | PS/2                       | Sí                                | Ninguno (óvalo en blanco, ULC)                                                                     | Lexmark                                | ?-1995-?                                    | Lexmark Int'l. Inc. 1984                                          | Modelo M5-2 con trackball, botones de "clic" y "arrastrar" L / R encima de LLP |         |                   |    |    |      |    |                       |         |          |                                        | |
| 1386303                    | Resorte de pandeo   | No                          | No                         | Terminal DIN-5             | No                                | Metal cuadrado, negro sobre plata, URC                                                             | IBM                                    | 1985-1987-?                                 | IBM Corp. 1984                                                    | Teclado de terminal 3161 de 102 teclas ; sin luces de bloqueo (los bloqueos se indican en la pantalla del terminal) |         |                   |    |    |      |    |                       |         |          |                                        | |
| 1386304                    | Resorte de pandeo   | Sí                          | Sí                         | AT                         | No                                | Metal cuadrado, negro sobre plata, URC                                                             | IBM                                    | ?-1985-?                                    | IBM Corp. 1984                                                    | Sin luces de bloqueo |         |                   |    |    |      |    |                       |         |          |                                        | |
| 1386716                    | Resorte de pandeo   | Sí                          | Sí                         | AT o PS/2                  | No                                | Metal cuadrado, negro sobre plata, URC o gris sobre óvalo, ULC                                     | IBM Reino Unido                        | ?-1986-87-?                                 | IBM Corp. 1986; IBM Corp. 1987                                    | Diseño QWERTZ alemán |         |                   |    |    |      |    |                       |         |          |                                        | |
| 1386887                    | Resorte de pandeo   | Sí                          | No                         | Terminal DIN-5             | No                                | Negro sobre metal plateado cuadrado, URC                                                           | IBM                                    | ?-1986-?                                    | IBM Corp. 1985                                                    | Teclado de terminal 3179 de 122 teclas |         |                   |    |    |      |    |                       |         |          |                                        | |
| 1388032                    | Resorte de pandeo   | Sí                          | Sí                         | AT                         | No                                | Plata sobre metal negro cuadrado, URC                                                              | IBM                                    | 1985, 1986                                  | IBM Corp. 1984                                                    | Versión industrial gris oscuro |         |                   |    |    |      |    |                       |         |          |                                        | |
| 1389194                    | Resorte de pandeo   | Sí                          | No                         | Terminal DIN-5             | No                                | Negro sobre metal plateado cuadrado, URC                                                           | IBM                                    | ?-1986-?                                    | IBM Corp. 1984                                                    | Teclado de terminal 3179/3192 de 122 teclas con teclas APL |         |                   |    |    |      |    |                       |         |          |                                        | |
| 1389969                    | Resorte de pandeo   | Sí                          | Sí                         | XT, AT                     | No                                | Negro sobre metal plateado cuadrado, URC                                                           | IBM Reino Unido                        | 1986                                        | IBM Corp. 1984                                                    | Diseño del Reino Unido; sin luces de bloqueo |         |                   |    |    |      |    |                       |         |          |                                        | |
| 1389979                    | Resorte de pandeo   | Sí                          | Sí                         | AT                         | No                                | Negro sobre metal plateado cuadrado, URC                                                           | IBM                                    | 1986-87                                     | IBM Corp. 1984                                                    | Diseño sueco; sin luces de bloqueo |         |                   |    |    |      |    |                       |         |          |                                        | |
| 1390120                    | Resorte de pandeo   | Sí                          | Sí                         | XT, AT                     | No                                | Negro sobre metal plateado cuadrado, URC                                                           | IBM                                    | 1986-87                                     | IBM Corp. 1984                                                    | Sin luces de bloqueo |         |                   |    |    |      |    |                       |         |          |                                        | |
| 1390131                    | Resorte de pandeo   | Sí                          | Sí                         | AT o PS/2                  | No                                | Negro sobre metal plateado cuadrado, URC                                                           | IBM                                    | 1986–88, 1992–93                            | IBM Corp. 1984                                                    | |         |                   |    |    |      |    |                       |         |          |                                        | |
| 1390132                    | Resorte de pandeo   | Sí                          | Sí                         | AT o PS/2                  | No                                | Negro sobre metal plateado cuadrado, URC                                                           | IBM                                    | 1986-?                                      | IBM Corp. 1986                                                    | Diseño francés AZERTY |         |                   |    |    |      |    |                       |         |          |                                        | |
| 1390133                    | Resorte de pandeo   | Sí                          | Sí                         | AT o PS/2                  | No                                | Negro sobre metal plateado cuadrado, URC                                                           | IBM                                    | ?-1986-87                                   | IBM Corp. 1984                                                    | Diseño QWERTZ alemán |         |                   |    |    |      |    |                       |         |          |                                        | |
| 1390136                    | Resorte de pandeo   | Sí                          | Sí                         | AT o PS/2                  | No                                | Negro sobre metal plateado cuadrado, URC                                                           | IBM                                    | ?-1986-87                                   | IBM Corp. 1984                                                    | Diseño del Reino Unido |         |                   |    |    |      |    |                       |         |          |                                        | |
| 1390137                    | Resorte de pandeo   | Sí                          | Sí                         | PS/2                       | No                                | Negro sobre metal plateado cuadrado, URC                                                           | IBM                                    | ?-1987-?                                    | IBM Corp. 1984                                                    | Diseño del Reino Unido |         |                   |    |    |      |    |                       |         |          |                                        | |
| 1390148                    | Resorte de pandeo   | Sí                          | Sí                         | XT                         | No                                | Negro sobre metal plateado cuadrado, URC                                                           | IBM                                    | ?-1986-87                                   | IBM Corp. 1984                                                    | Diseño QWERTZ alemán; sin luces de bloqueo |         |                   |    |    |      |    |                       |         |          |                                        | |
| 1390572                    | Resorte de pandeo   | Sí                          | No                         | Terminal DIN-5             | No                                | Negro sobre metal plateado cuadrado, URC                                                           | IBM                                    | 1986-1987?                                  | IBM Corp. 1985                                                    | Teclado de terminal de 122 teclas |         |                   |    |    |      |    |                       |         |          |                                        | |
| 1390639                    | Resorte de pandeo   | Sí                          | No                         | XT                         | Sí                                | Negro sobre metal plateado cuadrado, URC                                                           | IBM                                    | ?-1987-?                                    | IBM Corp. 1985                                                    | Diseño QWERTY en español |         |                   |    |    |      |    |                       |         |          |                                        | |
| 1390653                    | Resorte de pandeo   | Sí                          | Sí                         | AT o PS/2                  | No                                | Plata sobre metal negro cuadrado, URC                                                              | IBM                                    | 1988                                        | IBM Corp. 1985                                                    | Versión industrial gris oscuro |         |                   |    |    |      |    |                       |         |          |                                        | |
| 1390670                    | Resorte de pandeo   | Sí                          | No                         | Terminal DIN-5             | No                                | Negro sobre metal plateado cuadrado, URC                                                           | IBM                                    | 1987                                        | IBM Corp. 1985                                                    | Teclado de terminal que se envió con el IBM 3162 |         |                   |    |    |      |    |                       |         |          |                                        | |
| 1390876                    | Resorte de pandeo?  | Sí                          | No                         | Terminal DIN-5             | No                                | Gris sobre metal plateado cuadrado, URC                                                            | IBM                                    | 1987?                                       | IBM Corp. 1985?                                                   | Disposición estándar de terminal de 122 teclas, teclas de función marcadas como "Cmd" 1 - 24 |         |                   |    |    |      |    |                       |         |          |                                        | |
| 1391240                    | Resorte de pandeo?  | Sí                          | Sí                         | PS/2                       | Sí                                | Negro sobre metal plateado cuadrado, URC, con T pequeña en LRC (¿para "Terminal"?)                 | IBM                                    | 1987-?                                      | IBM Corp. 1984                                                    | La tecla Esc dice Esc Reset |         |                   |    |    |      |    |                       |         |          |                                        | |
| 1391401                    | Resorte de pandeo   | Sí                          | Sí                         | AT or PS/2                 | No · (sí 1992+)                   | Gris (azul 1992+) sobre óvalo, ULC                                                                 | IBM                                    | 1986-96                                     | IBM Corp. 1984                                                    | Variante estándar en la que se basan la mayoría de los Model M de segunda generación |         |                   |    |    |      |    |                       |         |          |                                        | |
| 1391402                    | Resorte de pandeo   | Sí                          | Sí                         | PS/2                       | Sí ?                              | Gris (azul 1992? +) Sobre óvalo, ULC                                                               | IBM Reino Unido                        | 1990-96-?                                   | IBM Corp. 1985                                                    | Diseño francés AZERTY |         |                   |    |    |      |    |                       |         |          |                                        | |
| 1391403                    | Resorte de pandeo   | Sí                          | Sí (no 1995 y posteriores) | AT o PS/2                  | Sí (no Reino Unido antes de 1992) | Gris o azul sobre óvalo, ULC                                                                       | IBM Reino Unido, Lexmark International | 1986-97                                     | IBM Corp./Lexmark International Inc. 1985                         | Diseño QWERTZ alemán |         |                   |    |    |      |    |                       |         |          |                                        | |
| 1391404                    | Resorte de pandeo   | Sí                          | Sí                         | AT o PS/2                  | No                                | Gris sobre óvalo, ULC                                                                              | IBM Reino Unido                        | 1986-?                                      | IBM Corporation (sin año en la etiqueta)                          | Diseño QWERTY italiano |         |                   |    |    |      |    |                       |         |          |                                        | |
| 1391405                    | Resorte de pandeo   | Sí                          | Sí                         | AT o PS/2                  | No · (sí 1996+)                   | Gris o azul sobre óvalo, ULC                                                                       | IBM Reino Unido                        | 1986-?                                      | IBM Corp. 1985                                                    | Diseño QWERTY en español |         |                   |    |    |      |    |                       |         |          |                                        | |
| 1391406                    | Resorte de pandeo   | Sí                          | Sí · (posteriormente no)   | AT o PS/2                  | No                                | Gris o azul sobre óvalo, ULC                                                                       | IBM                                    | =1985–99                                    | IBM Reino Unido                                                   | Reino Unido 102 teclas |         |                   |    |    |      |    |                       |         |          |                                        | |
| 1391407                    | Resorte de pandeo   | Sí                          | Sí                         | PS/2                       | Sí                                | Gris o azul sobre óvalo, ULC                                                                       | IBM                                    | ?91-94-95-96-?                              | IBM Reino Unido                                                   | Danés / islandés 102 teclas |         |                   |    |    |      |    |                       |         |          |                                        | |
| 1391408                    | Resorte de pandeo   | Sí                          | Sí                         | PS/2                       | Sí                                | Azul sobre óvalo, ULC                                                                              | IBM                                    | ?-1993-?                                    | IBM Corp. 1985                                                    | Hebreo 101 teclas |         |                   |    |    |      |    |                       |         |          |                                        | |
| 1391409                    | Resorte de pandeo   | Sí                          | Sí                         | PS/2                       | No                                | Gris o azul sobre óvalo, ULC                                                                       | IBM                                    | 1987?-94?                                   | IBM Corp. 1985/Lexmark Int. 1985                                  | Noruego de 102 teclas |         |                   |    |    |      |    |                       |         |          |                                        | |
| 1391410                    | Resorte de pandeo   | Sí                          | Sí                         | PS/2                       | No                                | Gris o azul sobre óvalo, ULC                                                                       | IBM Reino Unido                        | 1989?-1992-?                                | IBM Corp. 1985                                                    | Portugués 102 teclas |         |                   |    |    |      |    |                       |         |          |                                        | |
| 1391411                    | Resorte de pandeo   | Sí                          | Sí                         | AT o PS/2                  | No                                | Gris sobre óvalo, ULC                                                                              | IBM Reino Unido                        | ?-1987-97-?                                 | IBM Corp. 1985                                                    | Sueco de 102 teclas |         |                   |    |    |      |    |                       |         |          |                                        | |
| 1391412                    | Resorte de pandeo   | Sí                          | Sí                         | PS/2                       | No                                | Gris sobre óvalo, ULC                                                                              | IBM Reino Unido                        | 1987-96                                     | IBM Corp.                                                         | Diseño QWERTZ suizo francés / alemán, 102 teclas |         |                   |    |    |      |    |                       |         |          |                                        | |
| 1391413                    | Resorte de pandeo   | Sí                          | Sí                         | PS/2                       | No                                | Gris sobre óvalo, ULC                                                                              | IBM de México                          | ?-1989-?                                    | IBM Corp. 1984                                                    | Español 102 teclas |         |                   |    |    |      |    |                       |         |          |                                        | |
| 1391414                    | Resorte de pandeo   | Sí                          | Sí                         | PS/2                       | Sí                                | Gris o azul sobre óvalo, ULC                                                                       | IBM Reino Unido                        | ?-1996-?                                    | IBM Corp. 1985                                                    | Diseño AZERTY belga |         |                   |    |    |      |    |                       |         |          |                                        | |
| 1391472                    | Resorte de pandeo   | Sí                          | Sí                         | AT o PS/2                  | No                                | Gris sobre óvalo, ULC                                                                              | IBM                                    | 1987-91                                     | IBM Corp. 1984                                                    | Teclado que ahorra espacio (sin teclado numérico ni LLP) |         |                   |    |    |      |    |                       |         |          |                                        | |
| 1391490                    | Resorte de pandeo   |                             | Sí                         | PS/2                       | No                                | Gris sobre óvalo, ULC                                                                              | IBM Reino Unido                        | ?-1988-?                                    | IBM Corporation                                                   | Diseño árabe |         |                   |    |    |      |    |                       |         |          |                                        | |
| 1391506                    | Buckling spring     | Sí                          | Sí                         | PS/2                       | No · (sí 1995+)                   | Gris o azul sobre óvalo, ULC                                                                       | IBM de México                          | 1990                                        | IBM Corp. 1984                                                    | Diseño QWERTY en español |         |                   |    |    |      |    |                       |         |          |                                        | |
| 1391511                    | Resorte de pandeo   | Sí                          | Sí                         | PS/2                       | No                                | Azul sobre óvalo, ULC                                                                              | IBM Reino Unido                        | 1987-93                                     | IBM Corp. 1985                                                    | Holandés 102 teclas |         |                   |    |    |      |    |                       |         |          |                                        | |
| 1391580                    | Resorte de pandeo   | Sí                          | Sí                         | PS/2                       | No                                | Gris sobre óvalo, ULC                                                                              | IBM                                    | 1987-88                                     | IBM Corp. 1984                                                    | Para emulación IBM 3270 basada en PC (leyendas de terminal secundario) |         |                   |    |    |      |    |                       |         |          |                                        | |
| 1392090                    | Resorte de pandeo?  | Sí ?                        | Sí                         | PS/2                       | No                                | Gris sobre óvalo, ULC                                                                              | IBM                                    | ?-1992?-?                                   | País de origen EE. UU.                                            | La conexión del cable se ve ligeramente diferente de lo habitual. No tiene etiqueta posterior normal, podría ser falsa. |         |                   |    |    |      |    |                       |         |          |                                        | |
| 1392366                    | Resorte de pandeo   | Sí                          | No                         | AMP de 6 pines (terminal)  | No                                | Metal cuadrado, negro sobre plata, URC                                                             | IBM                                    | 1986-89                                     | IBM Corp. 1985                                                    | Para la estación de trabajo PC RT 6150 UNIX, con altavoz interno para "pitidos" del sistema. R La tecla Ctrl dice Acción ; el teclado numérico "Enter" incluye la flecha. |         |                   |    |    |      |    |                       |         |          |                                        | |
| 1392464                    | Resorte de pandeo   | Sí                          | Sí                         | PS/2                       | No                                | Gris sobre óvalo, ULC                                                                              | IBM                                    | 1987                                        | IBM Corp. 1984                                                    | Teclado que ahorra espacio (sin teclado numérico ni LLP) con leyendas especiales para el sistema IBM Displaywriter, mayúsculas modificadoras escalonadas |         |                   |    |    |      |    |                       |         |          |                                        | |
| 1392565                    | Resorte de pandeo   | Sí                          | No                         | 8P5C (RJ-45)               | Sí                                | Gris sobre óvalo, ULC                                                                              | Lexmark (para IBM)                     | ?-1995                                      | Lexmark International, Inc. 1984                                  | Teclado para terminales como IBM 3151; caracteres gráficos en el teclado numérico; Page Up / Page Down reemplazado por Clear / Erase EOF ; fila inferior: Ctrl , Restablecer , [barra espaciadora], Ctrl , Enviar |         |                   |    |    |      |    |                       |         |          |                                        | |
| 1392595                    | Resorte de pandeo?  | Sí                          | No                         | RJ45                       | No                                | Gris sobre óvalo, ULC                                                                              | IBM / Lexmark para IBM                 | ?-1992-1995-?                               | IBM Corp. 1984                                                    | Diseño de terminal de 101 teclas con la tecla "Reset / Cancel" en lugar de Ctrl izquierdo y otras diferencias clave. Tampoco hay indicadores de luz de bloqueo. |         |                   |    |    |      |    |                       |         |          |                                        | |
| 1392934                    | Resorte de pandeo   | Sí                          | Sí                         | AT o PS/2                  | No                                | Gris o azul sobre óvalo, ULC                                                                       | IBM                                    | ?-1987-92-?                                 | IBM Corp. 1984                                                    | Teclado que ahorra espacio (sin teclado numérico ni LLP) |         |                   |    |    |      |    |                       |         |          |                                        | |
| 1392980                    | Resorte de pandeo   | Sí                          | Sí                         | 8P5C (RJ-45)               | No                                | Gris sobre óvalo, ULC                                                                              | IBM                                    | 1987-?                                      | IBM Corp. 1984                                                    | Versión de terminal Teclado que ahorra espacio (sin teclado numérico ni LLP); leyendas adicionales impresas en el frente en las teclas F, nav. llaves |         |                   |    |    |      |    |                       |         |          |                                        | |
| 1393387                    | Resorte de pandeo   | Sí                          | Sí                         | PS/2                       | No                                | Gris sobre óvalo, ULC                                                                              | IBM                                    | 1990–93                                     | IBM Corporation 1985                                              | Teclado de 18 teclas para la aplicación de salida de voz IBM Screen Reader / DOS |         |                   |    |    |      |    |                       |         |          |                                        | |
| 1393395                    | Resorte de pandeo   | Sí                          | Sí                         | PS/2                       | No                                | Gris sobre óvalo, ULC                                                                              | IBM Reino Unido                        | 1985-?                                      | IBM Corporation 1985                                              | Diseño QWERTY italiano |         |                   |    |    |      |    |                       |         |          |                                        | |
| 1393464                    | Resorte de pandeo   | Sí                          | Sí                         | PS/2                       | No{?}                             | Gris sobre óvalo, ULC; algunos tienen el logo rojo de Sabre en su lugar                            | IBM                                    | ?-1989-92-?                                 | IBM Corp. 1984                                                    | Leyendas secundarias especiales para el sistema de reserva de aerolíneas Sabre |         |                   |    |    |      |    |                       |         |          |                                        | |
| 1393669                    | Resorte de pandeo   | Sí (no after ????)          | Sí (1994+)                 | AT o PS/2                  | Sí (1995+)                        | Gris o azul sobre óvalo, ULC; o azul debajo de LLP                                                 | Lexmark UK, IBM Reino Unido / Unicomp  | 198?-200?                                   | Lexmark International Inc. 1985 / IBM Corp. 1985 / Unicomp 1996   | Diseño QWERTZ esloveno / croata (ex YU); con o sin rejilla de altavoz |         |                   |    |    |      |    |                       |         |          |                                        | |
| 1393691                    | Resorte de pandeo   | Sí                          | Sí                         | AT o PS/2                  | No                                | Gris sobre óvalo, ULC                                                                              | IBM                                    | ?-1988-?                                    | IBM Corp. 1984                                                    | Teclado que ahorra espacio (sin teclado numérico ni LLP) |         |                   |    |    |      |    |                       |         |          |                                        | |
| 1393915                    | Resorte de pandeo?  | Sí                          | Sí                         | PS/2 (o AT?)               |                                   | Gris sobre óvalo, ULC                                                                              | IBM                                    | 198?-19??                                   | IBM Corp. 1984                                                    | Diseño de 49 teclas |         |                   |    |    |      |    |                       |         |          |                                        | |
| 1394064                    | Resorte de pandeo   | Sí                          | Sí                         | PS/2                       | No                                | Gris (fabricado por IBM) o azul (fabricado por Lexmark) sobre óvalo, ULC                           | IBM, Lexmark                           | ?-1989-90-? (IBM) ?-1996-? (Lexmark)        | IBM Corp. 1984; Lexmark International, Inc. 1984                  | Algunas leyendas secundarias impresas al frente en rojo y verde; La tecla Esc dice Escpe ; teclas Ctrl impresas en rojo |         |                   |    |    |      |    |                       |         |          |                                        | |
| 1394099                    | Resorte de pandeo   | Sí                          | No                         | RJ45                       | No                                | Gris sobre óvalo, ULC                                                                              | IBM Reino Unido                        | ?-1989-1990-? (IBM Reino Unido)             | IBM Corporation 1985                                              | Teclado de emulación de terminal de 122 teclas: diseño polaco, sin luces de bloqueo, tecla de inicio / regla con teclas de flecha en un diseño "más"; 24 teclas de función; Clúster izquierdo de 10 teclas con comandos de terminal ( Attn, Clear, Pause, ErEOF , etc.)                                                                                    |         |                   |    |    |      |    |                       |         |          |                                        | |
| 1394177, 1394167           | Resorte de pandeo   | Sí                          | No                         | RJ45                       | No                                | Gris sobre óvalo, ULC; o rectángulo liso URC                                                       | IBM Reino Unido / Unicomp              | 1996 (IBM), ?-2002-? Unicomp                | IBM Corporation 1985                                              | Teclado de emulación de terminal de 122 teclas: sin luces de bloqueo, teclas de flecha en un diseño "más" con la tecla Inicio / Regla en el centro; 24 teclas de función en dos filas de 12; Grupo izquierdo de 10 teclas con comandos ( SysRq Attn, Imprimir, Grabar, Ayuda, Reproducir , etc.)                                                           |         |                   |    |    |      |    |                       |         |          |                                        | |
| 1394540                    | Resorte de pandeo   | Sí                          | Sí                         | PS/2                       | No                                | Gris sobre óvalo, ULC                                                                              | IBM                                    | 1990-92                                     | IBM Corp. 1984                                                    | Hecho para el sistema IBM RS / 6000, con altavoz interno para "pitidos" del sistema. R La tecla Ctrl dice Ctrl / Act |         |                   |    |    |      |    |                       |         |          |                                        | |
| 1394542                    | Resorte de pandeo   | Sí                          | Sí                         | PS/2                       | Sí                                | Gris o azul sobre óvalo, ULC                                                                       | IBM Reino Unido, Lexmark UK            | 1991-95?                                    | IBM Corp. 1985; Lexmark International, Inc. 1985                  | Diseño QWERTZ alemán; hecho para el sistema IBM RS / 6000, con altavoz interno para "pitidos" del sistema |         |                   |    |    |      |    |                       |         |          |                                        | |
| 1394545                    | Resorte de pandeo   | Sí                          | Sí                         | PS/2                       | No                                | Gris o azul sobre óvalo, ULC                                                                       | IBM Reino Unido, Lexmark               | 1990-96?                                    | IBM Corp. 1985 / Lexmark International Inc. 1985                  | Diseño QWERTY sueco / finlandés de 102 teclas; hecho para el sistema IBM RS / 6000, con altavoz interno para "pitidos" del sistema |         |                   |    |    |      |    |                       |         |          |                                        | |
| 1394618                    | Resorte de pandeo   | Sí                          | Sí                         | PS/2                       | No · (Lexmark sí)                 | Gris (IBM) o azul (Lexmark) sobre óvalo, ULC                                                       | IBM, Lexmark                           | 1989-? (IBM); ?-1994-? (Lexmark)            | IBM Corp. 1984 / Lexmark International Inc. 1985                  | Para IBM Personal Typing System, una PC PS / 2 Modelo 30 para procesamiento de texto. Teclas especiales con comandos wp secundarios verdes, teclas F impresas al frente con comandos en la parte superior. |         |                   |    |    |      |    |                       |         |          |                                        | |
| 1394946                    | Resorte de pandeo   | Sí                          | Sí · (no modelo Unicomp)   | AT o PS/2                  | No · (yes 1992+)                  | Plata sobre óvalo negro, ULC; modelos posteriores azul sobre gris ovalado                          | IBM, Unicomp                           | 1988-96; ?-1999-? (Unicomp)                 | IBM Corp. 1984                                                    | El modelo industrial M más común (esencialmente un 1391401 gris). Las versiones ASCII e ISO usan el mismo p / n. |         |                   |    |    |      |    |                       |         |          |                                        | |
| 1394957                    | Resorte de pandeo   | Sí                          | Sí                         | PS/2                       | Sí                                | Azul sobre óvalo, ULC                                                                              | IBM Reino Unido                        | 1985-?                                      | IBM Corp. 1985                                                    | QWERTY italiano, versión industrial gris oscuro |         |                   |    |    |      |    |                       |         |          |                                        | |
| 1394958                    | Resorte de pandeo   | Sí                          | Sí                         | PS/2                       | Sí                                | Plata sobre óvalo negro, ULC                                                                       | IBM Reino Unido                        | ?-1998-?                                    | IBM Corp. 1985                                                    | QWERTZ alemán, versión industrial gris oscuro |         |                   |    |    |      |    |                       |         |          |                                        | |
| 1394966                    | Resorte de pandeo   | Sí                          | Sí                         | PS/2                       |                                   | Plata sobre óvalo negro, ULC                                                                       | IBM Reino Unido                        | 1992                                        | IBM Corp. 1985                                                    | Sueco 102 teclas, versión industrial gris oscuro |         |                   |    |    |      |    |                       |         |          |                                        | |
| 1395100                    | Resorte de pandeo   |                             | Sí                         | PS/2                       | Sí                                | Azúl sobre óvalo, ULC (SSK); square Reply logo, URC (OEM)                                          | IBM, Lexmark                           | 1991-92                                     | IBM Corp. 1984; Lexmark International, Inc. 1984                  | Este p / n se utiliza para: • Teclado de ahorro de espacio de IBM (sin teclado numérico ni LLP) • Placa OEM Lexmark de 101 teclas para sistemas de informes judiciales de respuesta |         |                   |    |    |      |    |                       |         |          |                                        | |
| 1395217                    | Resorte de pandeo   | Sí                          | Sí                         | AT or PS/2                 | No                                | Gris sobre óvalo, ULC                                                                              | IBM                                    | ?-1989-?                                    | IBM Corp. 1984                                                    | Teclado que ahorra espacio (sin teclado numérico ni LLP) |         |                   |    |    |      |    |                       |         |          |                                        | |
| 1395240                    | Resorte de pandeo   | Sí?                         | Sí                         | PS/2                       | No                                | Black "AV" oval, ULC                                                                               | IBM                                    | ?-1989-?                                    | IBM Corp. 1984                                                    | Texto plateado sobre logotipo de metal negro, fabricado por IBM Corporation "AB Quality" |         |                   |    |    |      |    |                       |         |          |                                        | |
| 1395300                    | Resorte de pandeo   | No                          | No                         | PS/2                       | No                                | Azul en cuadrado, URC                                                                              | IBM                                    | 1990-93                                     | IBM Corp. 1984                                                    | Modelo M2; enviado con IBM PS / 1 PC |         |                   |    |    |      |    |                       |         |          |                                        | |
| 1395674                    | Resorte de pandeo   | Sí                          | Sí                         | PS/2                       | No · (yes 1995)                   | Gris sobre óvalo, ULC                                                                              | IBM, Lexmark                           | 1991-94 (IBM); 1995 (Lexmark)               | IBM Corp. 1984; Lexmark International, Inc. 1984                  | Emulador de terminal de 101 teclas (sin LLP; leyendas especiales en las teclas F, teclado numérico; R Ctrl dice Enter ) |         |                   |    |    |      |    |                       |         |          |                                        | |
| 1395682                    | Resorte de pandeo   | Sí                          | Sí                         | PS/2                       | No                                | Plata sobre óvalo negro, ULC                                                                       | IBM                                    | 1993-1994                                   | IBM Corp. 1984                                                    | Teclado de ahorro de espacio industrial gris oscuro (sin teclado numérico ni LLP); teclas azules para F1-F2, paginación del terminal y movimiento del cursor |         |                   |    |    |      |    |                       |         |          |                                        | |
| 1396790                    | Resorte de pandeo   | Sí                          | No                         | PS/2                       | Sí · (no 1991)                    | Gris o azul (1992+) sobre óvalo, ULC                                                               | IBM                                    | ?-1991-95?                                  | IBM Corp. 1985                                                    | Fabricado en Reino Unido por IBM; Diseño norteamericano |         |                   |    |    |      |    |                       |         |          |                                        | |
| 1397000                    | Resorte de pandeo   | Sí                          | Sí                         | PS/2                       |                                   | Azul sobre óvalo, ULC                                                                              | Lexmark (para IBM)                     |                                             | Lexmark International, Inc. 1984                                  | Teclado de emulación de terminal de 122 teclas: tecla de inicio / regla con teclas de flecha en un diseño "más"; 24 teclas de función; Clúster izquierdo de 10 teclas con comandos de terminal ( Attn, Clear, Pause, ErEOF , etc.) |         |                   |    |    |      |    |                       |         |          |                                        | |
| 1397771                    | Resorte de pandeo   |                             | No                         | PS/2                       | Sí                                | CompuAdd, URC                                                                                      | Lexmark (para IBM)                     | 1993                                        | Lexmark International, Inc. 1984                                  | Para equipos OEM CompuAdd; Solo el modelo M fabricado con gran entrada en forma de L y retroceso de 1u |         |                   |    |    |      |    |                       |         |          |                                        | |
| 1397961                    | Resorte de pandeo   | Sí                          | Sí                         | PS/2                       | Sí                                | Logotipo de Lexmark, ULC                                                                           | Lexmark                                | ?–1994                                      | Lexmark International, Inc. 1984                                  | Teclado que ahorra espacio (sin teclado numérico ni LLP) |         |                   |    |    |      |    |                       |         |          |                                        | |
| 1397003                    | Resorte de pandeo   | Sí                          | Sí                         | PS/2                       | Sí                                | Azúl sobre óvalo, ULC                                                                              | IBM                                    | ?-1993-99?                                  | IBM Corp. 1985                                                    | Diseño QWERTZ alemán; Terminal de 122 teclas fabricado en Reino Unido por IBM |         |                   |    |    |      |    |                       |         |          |                                        | |
| 1397135                    | Resorte de pandeo   |                             | Sí                         | PS/2                       | No                                | Ninguno                                                                                            | Lexmark                                | 1995                                        | Ninguno                                                           | Leyendas adicionales (azul) para el programa de procesamiento de texto WordPerfect |         |                   |    |    |      |    |                       |         |          |                                        | |
| 1397599                    | Resorte de pandeo   | Sí                          | Sí                         | PS/2                       | Sí (1992+)                        | Gris o azul (1993+) sobre óvalo, ULC                                                               | IBM                                    | 1991-1995                                   | IBM Corp. 1984                                                    | Similar al 1391401 con barras estabilizadoras de metal en el teclado numérico + y las teclas Enter |         |                   |    |    |      |    |                       |         |          |                                        | |
| 1397651                    | Resorte de pandeo   | Sí                          | Sí                         | PS/2                       | No                                | Logotipo gris de DELL (estilo antiguo), ULC                                                        | Lexmark                                | 1991–92                                     | Lexmark International, Inc. 1984                                  | (También se ha visto al menos un ejemplo con el logotipo de Honeywell) |         |                   |    |    |      |    |                       |         |          |                                        | |
| 1397661                    | Resorte de pandeo   | No · (some)                 | Sí                         | PS/2                       | Sí                                | Gris o Azúl sobre óvalo, ULC                                                                       | IBM                                    | ?-1992-94-?                                 | IBM Corp. 1984                                                    | Variante basada en 1391401, generalmente tiene botones de una pieza. |         |                   |    |    |      |    |                       |         |          |                                        | |
| 1397681                    | Resorte de pandeo   | No                          | Sí                         | PS/2 (or AT?)              | Sí                                | Gris o Azúl sobre óvalo, ULC                                                                       | IBM                                    | ?-1991-93-?                                 | IBM Corp. 1984                                                    | Teclado que ahorra espacio (sin teclado numérico ni LLP) |         |                   |    |    |      |    |                       |         |          |                                        | |
| 1397721                    | Resorte de pandeo   | Sí                          | Sí                         | PS/2                       | Sí (1992)                         | Logotipo gris de WANG, ULC                                                                         | IBM                                    | 1991-92                                     | IBM Corp. 1984                                                    | Producido durante la asociación IBM / WANG ; más presuntamente destruido |         |                   |    |    |      |    |                       |         |          |                                        | |
| 1397735                    | Resorte de pandeo   | Sí                          | Sí                         | PS/2                       | No                                | Ninguno (óvalo en blanco, LC)                                                                      | IBM                                    | ?-1992-?                                    | IBM Corp. 1984                                                    | 101 teclas estadounidenses; única variante M fabricada por IBM sin logotipo |         |                   |    |    |      |    |                       |         |          |                                        | |
| 1398600 1398601            | Resorte de pandeo   | Sí                          | Sí                         | AT or PS/2                 | Sí                                | Logotipo de Lexmark, ULC                                                                           | Lexmark                                | ?-1992-94-?                                 | Lexmark Int'l Inc 1984                                            | Solo std. Los modelos M se venden con el nombre de Lexmark |         |                   |    |    |      |    |                       |         |          |                                        | |
| 1398609                    | Resorte de pandeo   |                             | Sí                         | PS/2                       | Sí                                | Ninguno                                                                                            | Lexmark                                | ?-1992-?                                    | Lexmark Int'l Inc 1984                                            | Sin sangría en el logo; aparentemente para que los OEM agreguen adhesivos con el logotipo |         |                   |    |    |      |    |                       |         |          |                                        | |
| 1399046                    | Resorte de pandeo   | Sí                          | Sí                         | PS/2                       | No                                | Azúl sobre óvalo, ULC                                                                              | IBM Reino Unido                        | ?-1992-?                                    | IBM Corporation 1985                                              | Diseño griego |         |                   |    |    |      |    |                       |         |          |                                        | |
| 1399073                    | Resorte de pandeo   | No                          | No                         | PS/2                       | No                                | Azul en cuadrado, URC                                                                              | IBM Reino Unido                        | ?-1992-?                                    | IBM Corp 1988                                                     | Modelo M2, diseño QWERTZ esloveno |         |                   |    |    |      |    |                       |         |          |                                        | |
| 1399570                    | Resorte de pandeo   | Sí                          | No                         | PS/2                       | Sí                                | Azúl sobre óvalo, ULC                                                                              | IBM Reino Unido                        | ?-1995-?                                    | IBM Corp. 1985                                                    | Diseño checo QWERTZ |         |                   |    |    |      |    |                       |         |          |                                        | |
| 1399580                    | Resorte de pandeo   | Sí                          | Sí                         | AT                         | Sí                                | Azúl sobre óvalo, ULC                                                                              | Lexmark                                | ?-1993-?                                    | Lexmark Int'l Inc 1985                                            | Diseño polaco QWERTZ |         |                   |    |    |      |    |                       |         |          |                                        | |
| 1399625                    | Resorte de pandeo   | Sí                          | No                         | PS/2                       | Sí                                | Azúl sobre óvalo, ULC                                                                              | Lexmark, IBM Reino Unido               | ?-1994-?                                    | Lexmark International Inc. 1985                                   | Teclado terminal; sin luces de bloqueo |         |                   |    |    |      |    |                       |         |          |                                        | |
| 1399912                    | Resorte de pandeo   | Sí                          | Sí                         | PS/2                       | Sí                                | Logotipo de Lexmark, ULC                                                                           | Lexmark                                | ?-1995-?                                    | Lexmark Int'l Inc 1984                                            | Modelo M5-2 con trackball, botones de "clic" y "arrastrar" L / R encima de LLP |         |                   |    |    |      |    |                       |         |          |                                        | |
| 13H6705                    | Resorte de pandeo   | No                          | No                         | PS/2                       | Sí                                | Plata sobre óvalo, ULC                                                                             | Lexmark, Maxi Switch                   | 1994-98                                     | Lexmark International, Inc. 1984, or Ninguno (Maxi Switch models) | El único IBM Model M negro; trackpoint, con conectores de teclado / mouse |         |                   |    |    |      |    |                       |         |          |                                        | |
| 1403975                    | Resorte de pandeo   | No                          | No                         | PS/2                       | Sí                                | Ninguno (rectángulo en blanco, ULC)                                                                | Lexmark                                | ?-1994-?                                    | Lexmark International, Inc. 1984                                  | Diseño QWERTY en español |         |                   |    |    |      |    |                       |         |          |                                        | |
| 1403380                    | Resorte de pandeo   | Sí                          | Sí                         | AT-keyboard DE9-TrackPoint | Sí                                | Logotipo de Lexmark, ULC                                                                           | Lexmark                                | ?-1995-?                                    | Lexmark Int'l. Inc. 1984                                          | Modelo blanco M13 con Trackpoint II |         |                   |    |    |      |    |                       |         |          |                                        | |
| 1404901                    | Resorte de pandeo   | Sí                          | Sí                         | PS/2                       | Sí                                | Logotipo de Lexmark, ULC                                                                           | Lexmark                                | ?-1995-?                                    | Lexmark Int'l. Inc. 1984                                          | Modelo blanco M13 con Trackpoint II |         |                   |    |    |      |    |                       |         |          |                                        | |
| 2003809 2054858            | Resorte de pandeo   | No                          | No                         | PS/2                       | Sí                                | Logotipo blanco de GE / Marquette en rectángulo gris oscuro, ULC                                   | Unicomp                                | 2006-2007 (2003809) ?-2013 (2054858)        | Ninguno ("Manufactured in USA for G.E. Medical Systems")          | Para sistemas de imágenes médicas GE / Marquette. Sub-leyendas verdes y rojas en teclas alfanuméricas; leyendas alternativas en las teclas F y el teclado numérico. 12 teclas del teclado numérico son de color amarillo brillante; algunos tienen la tecla roja Emerg Save en F12. Panel de información de soporte técnico aplicado sobre LLP o teclas F. |         |                   |    |    |      |    |                       |         |          |                                        | |
| 20L2532                    | Resorte de pandeo   | Sí                          | No                         | PS/2                       | Sí                                | Ninguno rectángulo en blanco ULC)                                                                  | Unicomp                                | 2002–2005-?                                 | Ninguno ("Mfg by Unicomp Inc for IBM")                            | Generalmente tiene algunas leyendas / subleyendas personalizadas; algunos se ven con tapas de teclas de colores. |         |                   |    |    |      |    |                       |         |          |                                        | |
| 41G3576                    | Resorte de pandeo   | Sí                          | Sí                         | PS/2                       | No                                | Gris sobre óvalo, ULC                                                                              | IBM                                    | ?–1996–?                                    | IBM Corp. 1984                                                    | Observado en el reutilizado p / n 1394618 |         |                   |    |    |      |    |                       |         |          |                                        | |
| 41G3600                    | Resorte de pandeo   | Sí                          | Sí                         | PS/2                       | Sí                                | Plata sobre óvalo negro, URC                                                                       | Lexmark                                | ?–1995                                      | Lexmark International, Inc. 1984                                  | Versión industrial gris oscuro del teclado que ahorra espacio (sin teclado numérico ni LLP) |         |                   |    |    |      |    |                       |         |          |                                        | |
| 42H1292                    | Resorte de pandeo   | Sí                          | No                         | PS/2                       | Sí                                | Azúl sobre óvalo, ULC                                                                              | Lexmark, IBM Reino Unido               | 1995-96 (Lexmark) 1995-99 (IBM Reino Unido) | Lexmark International Inc. 1984 / Ninguno (IBM Reino Unido)       | Uno de los p / n finales fabricados por Lexmark |         |                   |    |    |      |    |                       |         |          |                                        | |
| 42H1292U                   | Resorte de pandeo   | Sí                          | No                         | PS/2                       | Sí                                | Azúl sobre óvalo, ULC                                                                              | Unicomp                                | 1996-                                       | Unicomp, Inc. 1984                                                | Adaptador AT / DIN opcional |         |                   |    |    |      |    |                       |         |          |                                        | |
| 51G8572                    | Resorte de pandeo   | Sí                          | Sí                         | PS/2                       | Sí                                | Gris o Azúl sobre óvalo, ULC                                                                       | IBM, Lexmark, IBM Reino Unido          | 1992-97                                     | IBM Corp. 1984, Lexmark International, Inc. 1984                  | Hecho para el sistema IBM RS / 6000, con altavoz interno para "pitidos" del sistema; R La tecla Ctrl dice Ctrl / Act |         |                   |    |    |      |    |                       |         |          |                                        | |
| 52G9658                    | Resorte de pandeo   | Sí                          | No                         | PS/2                       | Sí                                | Azúl sobre óvalo, ULC                                                                              | IBM, Lexmark                           | ?-1993-?                                    | IBM Corp. 1984; Lexmark International, Inc. 1984                  | |         |                   |    |    |      |    |                       |         |          |                                        | |
| 52G9700                    | Resorte de pandeo   | Sí                          | No                         | PS/2                       | Sí                                | Azúl sobre óvalo, ULC                                                                              | Lexmark                                | 1993-99                                     | Lexmark International, Inc. 1984                                  | |         |                   |    |    |      |    |                       |         |          |                                        | |
| 59G7980–59G7981            | Resorte de pandeo   | Sí                          | Sí                         | AT                         | Sí                                | Azúl sobre óvalo, ULC                                                                              | Lexmark                                | 1993                                        | Lexmark International, Inc. 1984                                  | |         |                   |    |    |      |    |                       |         |          |                                        | |
| 60G0817                    | Domo de goma        | No                          | No                         | PS/2                       | Sí                                | Azul sobre óvalo en rectángulo blanco, URC                                                         | IBM                                    | ?-1995                                      | Lexmark Intl. Inc. 1984                                           | Modelo M2 con estuche de tamaño completo (extendido); enviado con IBM PS/1 PC |         |                   |    |    |      |    |                       |         |          |                                        | |
| 60G3571                    | Resorte de pandeo   | Sí                          | No                         | PS/2                       | Sí                                | Azúl sobre óvalo, ULC                                                                              | IBM, Lexmark                           | 1994-?                                      | IBM Corp. 1984; Lexmark International, Inc. 1984                  | Se vende por separado a clientes minoristas como parte del programa "Easy Options" de IBM |         |                   |    |    |      |    |                       |         |          |                                        | |
| 60G3572                    | Resorte de pandeo?  | Sí                          | Sí                         | PS/2                       | Sí                                | Azúl sobre óvalo, ULC                                                                              | IBM, Lexmark                           | ?-1993-?                                    | Lexmark Int'l, Inc. 1984                                          | Se vende por separado a clientes minoristas como parte del programa "Easy Options" de IBM. Tiene una bola de seguimiento y botones encima de los indicadores luminosos de bloqueo. |         |                   |    |    |      |    |                       |         |          |                                        | |
| 70G8638                    | Domo de goma        | No                          | No                         | PS/2                       | Sí                                | Gris o azul sobre óvalo (Lexmark) o logotipo OEM, ULC                                              | Lexmark                                | ?-1994-?                                    | Lexmark International. Inc. 1984                                  | Tapas de teclas con serigrafía |         |                   |    |    |      |    |                       |         |          |                                        | |
| 71G4621                    | Domo de goma        | Sí                          | No                         | PS/2                       | Sí                                | Azúl sobre óvalo, ULC                                                                              | Lexmark (para IBM)                     | ?-1996-?                                    | Lexmark International, Inc. 1984                                  | Diseño QWERTY danés |         |                   |    |    |      |    |                       |         |          |                                        | |
| 71G4622                    | Domo de goma        | No                          | No                         | PS/2                       | Sí                                | Azúl sobre óvalo, ULC                                                                              | Lexmark (para IBM)                     | ?-1995-?                                    | Lexmark International, Inc. 1984                                  | Diseño QWERTY holandés, 1378705, EC1391461 |         |                   |    |    |      |    |                       |         |          |                                        | |
| 71G4625                    | Domo de goma        | No                          | No                         | PS/2                       | Sí                                | Gris sobre óvalo, ULC                                                                              | Lexmark (para IBM)                     | ?-1993-96-?                                 | Lexmark International, Inc. 1985                                  | Diseño QWERTZ alemán |         |                   |    |    |      |    |                       |         |          |                                        | |
| 71G4627                    | Domo de goma        | No                          | No                         | PS/2                       | Sí                                | Azúl sobre óvalo, ULC                                                                              | Lexmark (para IBM)                     | ?-1994-?                                    | Lexmark International, Inc. 1985                                  | Subleyendas hebreas |         |                   |    |    |      |    |                       |         |          |                                        | |
| 71G4630                    | Domo de goma        | No                          | No                         | PS/2                       | Sí                                | Azúl sobre óvalo, ULC                                                                              | Lexmark (para IBM)                     | ?-1994-?                                    | Lexmark International, Inc. 1984                                  | Diseño QWERTY italiano |         |                   |    |    |      |    |                       |         |          |                                        | |
| 71G4635                    | Domo de goma        | No                          | No                         | PS/2                       | Sí                                | Azúl sobre óvalo, ULC                                                                              | Lexmark (para IBM)                     | ?-1994-?                                    | Lexmark International, Inc.                                       | Diseño QWERTY ruso |         |                   |    |    |      |    |                       |         |          |                                        | |
| 71G4638                    | Domo de goma        | No                          | No                         | PS/2                       | Sí                                | Azúl sobre óvalo, ULC                                                                              | Lexmark (para IBM)                     | ?-1993-?                                    | Lexmark International, Inc. 1984                                  | Diseño QWERTY en español |         |                   |    |    |      |    |                       |         |          |                                        | |
| 71G4643                    | Domo de goma        | Sí                          | No                         | PS/2                       | Sí                                | Azúl sobre óvalo, ULC                                                                              | Lexmark, IBM Reino Unido               | ?-1993-1995-?                               | Lexmark International, Inc. 1984                                  | |         |                   |    |    |      |    |                       |         |          |                                        | |
| 71G4644                    | Domo de goma        | No                          | No                         | PS/2                       | Sí                                | Azúl sobre óvalo, ULC                                                                              | Lexmark                                | ?-1993-95-?                                 | Lexmark International, Inc. 1984                                  | |         |                   |    |    |      |    |                       |         |          |                                        | |
| 71U4623 1387530 1378706 EC | Domo de goma        | No                          | No                         | PS/2                       | Sí                                | Azúl sobre óvalo, ULC                                                                              | Lexmark                                | ?-1995-?                                    | Lexmark International, Inc. 1985                                  | Diseño QWERTY sueco |         |                   |    |    |      |    |                       |         |          |                                        | |
| 1387526                    | Resorte de pandeo   | Sí                          | Sí                         | PS/2, AT                   | No                                | Negro sobre metal plateado cuadrado, URC                                                           | IBM Reino Unido                        | ?-1984-86-?                                 | IBM CORPORATION                                                   | Diseño QWERTY danés |         |                   |    |    |      |    |                       |         |          |                                        | |
| 1390137                    | Resorte de pandeo   | Sí                          | Sí                         | PS/2, AT                   | No                                | Negro sobre metal plateado cuadrado, URC                                                           | IBM Reino Unido                        | ?-1986-87-?                                 | IBM CORPORATION                                                   | Diseño QWERTY danés |         |                   |    |    |      |    |                       |         |          |                                        | |
| 8131276                    | Resorte de pandeo   | No                          | No                         | RJ25                       | Sí                                | Azul en cuadrado, URC                                                                              | IBM Reino Unido                        | ?-1997                                      | IBM Corp.                                                         | |         |                   |    |    |      |    |                       |         |          |                                        | |
| 8184692                    | Resorte de pandeo   | Sí                          | Sí                         | PS/2                       | Sí                                | Gris sobre óvalo, ULC ("IBM Soft Touch Keyboard")                                                  | Lexmark                                | 1994 - 1995                                 | Lexmark International, Inc. 1984                                  | Teclado Soft Touch con resortes engrasados (no se producen muchos) |         |                   |    |    |      |    |                       |         |          |                                        | |
| 82G2383                    | Resorte de pandeo   | Sí                          | No                         | PS/2                       | Sí                                | Azúl sobre óvalo, ULC                                                                              | Lexmark                                | 1993-99                                     | Lexmark International, Inc. 1984                                  | |         |                   |    |    |      |    |                       |         |          |                                        | |
| 82G2384                    | Resorte de pandeo   | Sí                          | No                         | PS/2                       | Sí                                | Azúl sobre óvalo, ULC                                                                              | Lexmark                                | ?-1995-?                                    | Lexmark International, Inc. 1984                                  | Español (diseño ISO) |         |                   |    |    |      |    |                       |         |          |                                        | |
| 82G2385                    | Resorte de pandeo   | Sí                          | No                         | PS/2                       | Sí                                | Azul sobre óvalo gris, ULC                                                                         | Unicomp                                | 1999                                        | Ninguno ("Mfg by Unicomp Inc for IBM")                            | Francés (diseño ISO) |         |                   |    |    |      |    |                       |         |          |                                        | |
| 82G3281                    | Resorte de pandeo   | No                          | No                         | PS/2                       | Sí                                | Azul sobre óvalo gris, ULC                                                                         | Lexmark                                | 1994-95                                     | Lexmark International, Inc. 1984                                  | Modelo M13 blanco con trackpoint, dos conectores para teclado y mouse |         |                   |    |    |      |    |                       |         |          |                                        | |
| 82G3295                    | Resorte de pandeo   | Sí                          | No                         | PS/2                       | Sí                                | Azul "IBM", ULC                                                                                    | Lexmark                                | ?-1995-?                                    | Lexmark International, Inc. 1984                                  | |         |                   |    |    |      |    |                       |         |          |                                        | |
| 92G7453 92G7454            | Resorte de pandeo   | No                          | No                         | PS/2                       | Sí                                | Azúl sobre óvalo, ULC                                                                              | Lexmark                                | 1995                                        | Lexmark Int'l. Inc. 1984                                          | Se vende por separado a clientes minoristas como parte del programa "Easy Options" de IBM |         |                   |    |    |      |    |                       |         |          |                                        | |
| 92G7453                    | Resorte de pandeo   | Sí                          | Sí                         | PS/2                       | Sí                                | Azúl sobre óvalo, ULC                                                                              | Manufactured for IBM by Lexmark        | 1994                                        | Lexmark Int'l. Inc. 1984                                          | Se vende por separado a clientes minoristas como parte del programa "Easy Options" de IBM |         |                   |    |    |      |    |                       |         |          |                                        | |
| 92G7455, 92G9757           | Resorte de pandeo   | Sí                          | Sí                         | PS/2                       | Sí                                | Azúl sobre óvalo, ULC                                                                              | Lexmark                                | 1993–95                                     | Lexmark Int'l. Inc. 1984                                          | Modelo M5-2 con trackball, botones de "clic" y "arrastrar" L / R encima de LLP |         |                   |    |    |      |    |                       |         |          |                                        | |
| 92G7461                    | Resorte de pandeo   | Sí                          | No                         | PS/2                       | Sí                                | Azúl sobre óvalo, ULC                                                                              | Lexmark, later Maxi Switch             | ?-1995-1997-?                               | Lexmark Int'l. Inc. 1984                                          | Modelo blanco M13 con Trackpoint II; puerto de mouse opcional |         |                   |    |    |      |    |                       |         |          |                                        | |
| 96U1114                    | Domo de goma        | Sí                          | No                         | PS/2                       | Sí                                | Logotipo de Unicomp en LLP                                                                         | Unicomp                                | ?-2000-?                                    | Ninguno                                                           | Modelo M5-2 con trackball, botones de "clic" y "arrastrar" L / R encima de LLP |         |                   |    |    |      |    |                       |         |          |                                        | |
| UB40416                    | Resorte de pandeo   | Sí                          | No                         | PS/2                       | Sí                                | Logotipo de Unicomp en LLP                                                                         | Unicomp                                | ?-Present                                   | Unicomp, Inc. 1984                                                | 101 teclas, negro con teclas gris claro |         |                   |    |    |      |    |                       |         |          |                                        | |
| UB4041A                    | Resorte de pandeo   | Sí                          | No                         | USB                        | Sí                                | Logotipo de Unicomp en LLP                                                                         | Unicomp                                | ?-Present                                   | Unicomp, Inc. 1984                                                | 101 teclas, negro con teclas gris claro |         |                   |    |    |      |    |                       |         |          |                                        | |
| UB40446                    | Resorte de pandeo   | Sí                          | No                         | PS/2                       | Sí                                | Logotipo de Unicomp en LLP                                                                         | Unicomp                                | ?-Present                                   | Unicomp, Inc. 1984                                                | 104 teclas, negro con teclas gris claro |         |                   |    |    |      |    |                       |         |          |                                        | |
| UB4044A                    | Resorte de pandeo   | Sí                          | No                         | USB                        | Sí                                | Logotipo de Unicomp en LLP                                                                         | Unicomp                                | ?-Present                                   | Unicomp, Inc. 1984                                                | 104 teclas, negro con teclas gris claro |         |                   |    |    |      |    |                       |         |          |                                        | |
| UB40P36                    | Resorte de pandeo   | Sí                          | No                         | PS/2                       | Sí                                | Logotipo de Unicomp en LLP                                                                         | Unicomp                                | ?-Present                                   | Unicomp, Inc. 1984                                                | Ultra Classic de 103 teclas (estuche compacto), negro con teclas gris claro |         |                   |    |    |      |    |                       |         |          |                                        | |
| UB40P3A                    | Resorte de pandeo   | Sí                          | No                         | USB                        | Sí                                | Logotipo de Unicomp en LLP                                                                         | Unicomp                                | ?-Present                                   | Unicomp, Inc. 1984                                                | Ultra Classic de 103 teclas (estuche compacto), negro con teclas gris claro |         |                   |    |    |      |    |                       |         |          |                                        | |
| UB40P46                    | Resorte de pandeo   | Sí                          | No                         | PS/2                       | Sí                                | Logotipo de Unicomp en LLP                                                                         | Unicomp                                | ?-Present                                   | Unicomp, Inc. 1984                                                | 104 teclas Ultra Classic (estuche compacto), beige con teclas clásicas beige claro / oscuro |         |                   |    |    |      |    |                       |         |          |                                        | |
| UB40P4A                    | Resorte de pandeo   | Sí                          | No                         | USB                        | Sí                                | Logotipo de Unicomp en LLP                                                                         | Unicomp                                | ?-Present                                   | Unicomp, Inc. 1984                                                | 104 teclas Ultra Classic (estuche compacto), beige con teclas clásicas beige claro / oscuro |         |                   |    |    |      |    |                       |         |          |                                        | |
| UB40R46                    | Resorte de pandeo   | No                          | No                         | PS/2                       | Sí                                | | Unicomp                                |                                             | Unicomp, Inc. 1984                                                | 104 teclas |         |                   |    |    |      |    |                       |         |          |                                        | |
| UB4ZPHA                    | Resorte de pandeo   | Sí                          | No                         | USB                        | No                                | Logotipo de Unicomp en LLP                                                                         | Unicomp                                | ?-Present                                   | Unicomp, Inc. 1984                                                | Ultra Classic de 104 teclas (estuche compacto), negro con teclas beige claro / oscuro, para Apple Mac OS |         |                   |    |    |      |    |                       |         |          |                                        | |
| UNI041A UNI0416            | Resorte de pandeo   | Sí                          | No                         | USB                        | Sí                                | Logotipo de Unicomp en LLP                                                                         | Unicomp                                | ?-Present                                   | Unicomp, Inc. 1984                                                | 101 teclas, beige con teclas clásicas beige claro / oscuro |         |                   |    |    |      |    |                       |         |          |                                        | |
| UNI0446                    | Resorte de pandeo   | Sí                          | No                         | PS/2                       | Sí                                | Logotipo de Unicomp en LLP                                                                         | Unicomp                                | ?-Present                                   | Unicomp, Inc. 1984                                                | 101 teclas, beige con teclas clásicas beige claro / oscuro |         |                   |    |    |      |    |                       |         |          |                                        | |
| UNI044A                    | Resorte de pandeo   | Sí                          | No                         | USB                        | Sí                                | Logotipo de Unicomp en LLP                                                                         | Unicomp                                | ?-Present                                   | Unicomp, Inc. 1984                                                | 101 teclas, beige con teclas clásicas beige claro / oscuro |         |                   |    |    |      |    |                       |         |          |                                        | |
| UNI0P46                    | Resorte de pandeo   | Sí                          | No                         | PS/2                       | Sí                                | Logotipo de Unicomp en LLP                                                                         | Unicomp                                | ?-Present                                   | Unicomp, Inc. 1984                                                | 104 teclas Ultra Classic (estuche compacto), beige con teclas clásicas beige claro / oscuro |         |                   |    |    |      |    |                       |         |          |                                        | |
| UNI0T56                    | Resorte de pandeo   | No                          | No                         | PS/2                       | Sí                                | Ninguno rectángulo en blanco ULC)                                                                  | Unicomp                                | ?-2003-?                                    |                                                                   | 122 teclas, para emuladores PC / 5250; produce códigos de escaneo estándar de 101 teclas asignados a teclas estándar con modificadores (por ejemplo, F24 aparece en la PC como Shift + F12) |         |                   |    |    |      |    |                       |         |          |                                        | |
| UNIZPHA                    | Resorte de pandeo   | Sí                          | No                         | USB                        | No                                | Logotipo de Unicomp en LLP                                                                         | Unicomp                                | ?-Present                                   | Unicomp, Inc. 1984                                                | Ultra Classic de 104 teclas (estuche compacto), beige con teclas beige claro / oscuro, para Apple Mac OS |         |                   |    |    |      |    |                       |         |          |                                        | |
| UNZ2416                    | Resorte de pandeo   | No                          | No                         | PS/2                       | Sí                                | Logotipo blanco de GE / Marquette en rectángulo gris oscuro, ULC; Logotipo de Unicomp en panel LED | Unicomp                                | ?-2002-?                                    | Ninguno                                                           | Para sistemas de imágenes médicas GE / Marquette; características similares a 2003809 |         |                   |    |    |      |    |                       |         |          |                                        | |
| UW40P4A                    | Resorte de pandeo   | Sí                          | No                         | PS/2                       | Sí                                | Logotipo de Unicomp en LLP                                                                         | Unicomp                                | ?-Present                                   | Unicomp, Inc. 1984                                                | Ultra Classic de 104 teclas (estuche compacto), negro con teclas blancas |         |                   |    |    |      |    |                       |         |          |                                        | |
| UW4ZP4A                    | Resorte de pandeo   | Sí                          | No                         | USB                        | No                                | Logotipo de Unicomp en LLP                                                                         | Unicomp                                | ?-Present                                   | Unicomp, Inc. 1984                                                | Ultra Classic de 104 teclas (estuche compacto), negro con teclas blancas, para Apple Mac OS |         |                   |    |    |      |    |                       |         |          |                                        | |
| XR4R4G6                    | Resorte de pandeo   |                             | No                         | PS/2                       | Sí                                | Logotipo de Unicomp en LLP                                                                         | Unicomp                                | ?-2008-?                                    | Ninguno                                                           | Trackpoint negro (¿solo?) Con dos conectores para teclado y mouse (dispositivo señalador Unicomp en lugar de IBM Trackpoint II) |         |                   |    |    |      |    |                       |         |          |                                        | |
| Número de pieza            | Tipo de interruptor | Tapas de tecla desmontables | Cable desmontable          | Interfaz                   | Canales de drenaje                | Tipo de logo, posición                                                                             | Fabricante                             | Años                                        | Copyright                                                         | Características |         |                   |    |    |      |    |                       |         |          |                                        | |

Nota: las fechas de fabricación son aproximadas.

## Galería

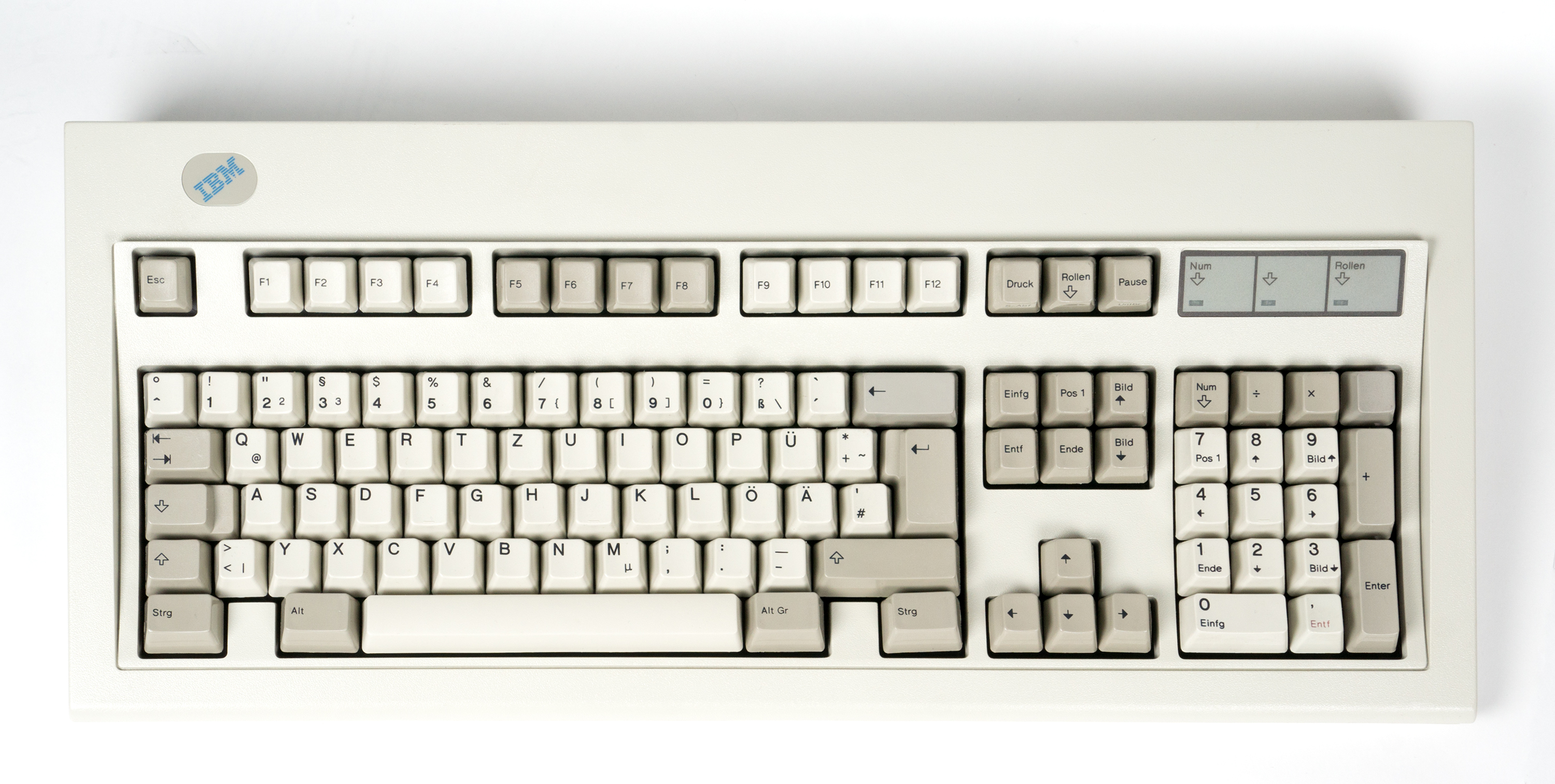
1995 IBM Model M (P / N 1391403) (alemán)
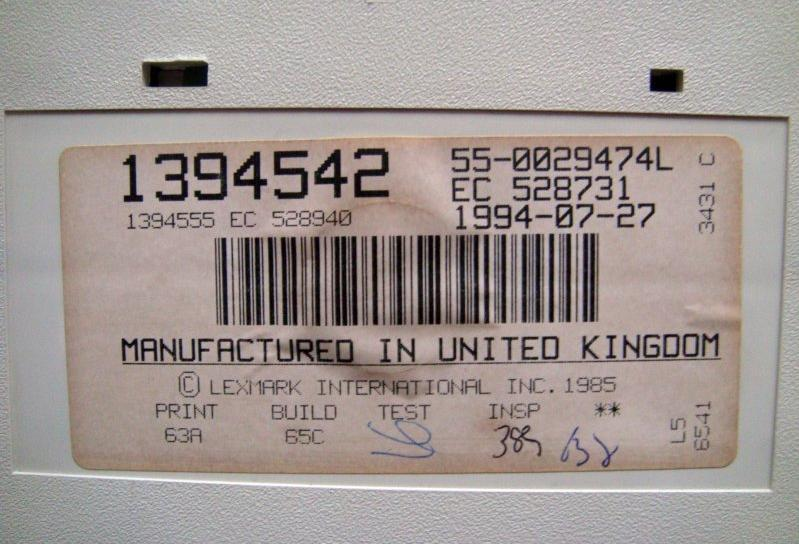
Etiqueta de 1994 IBM Modelo M (P/N 1394542)
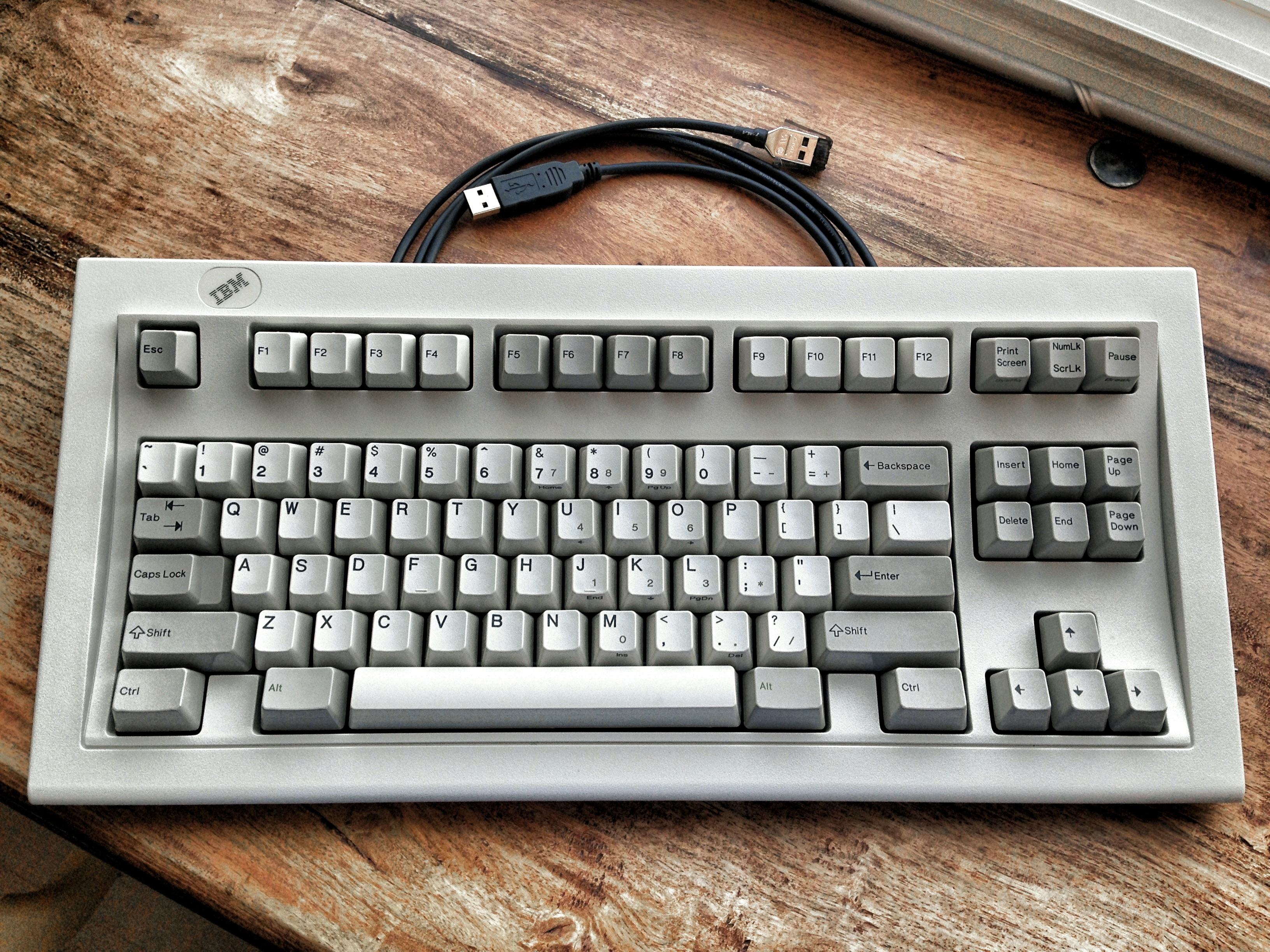
1987 Teclado IBM Model M que ahorra espacio P/N 1391472 (sin  teclado numérico) con adaptador SDL a USB
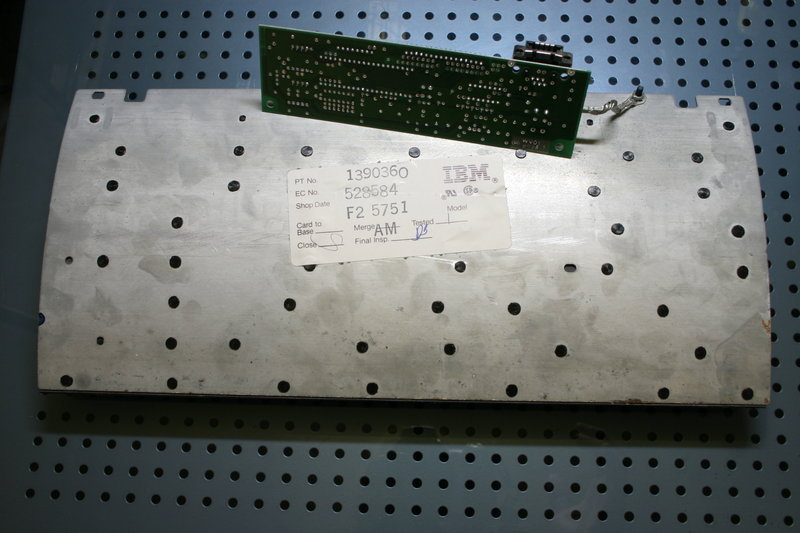
Placa posterior de acero del teclado de ahorro de espacio de 1987
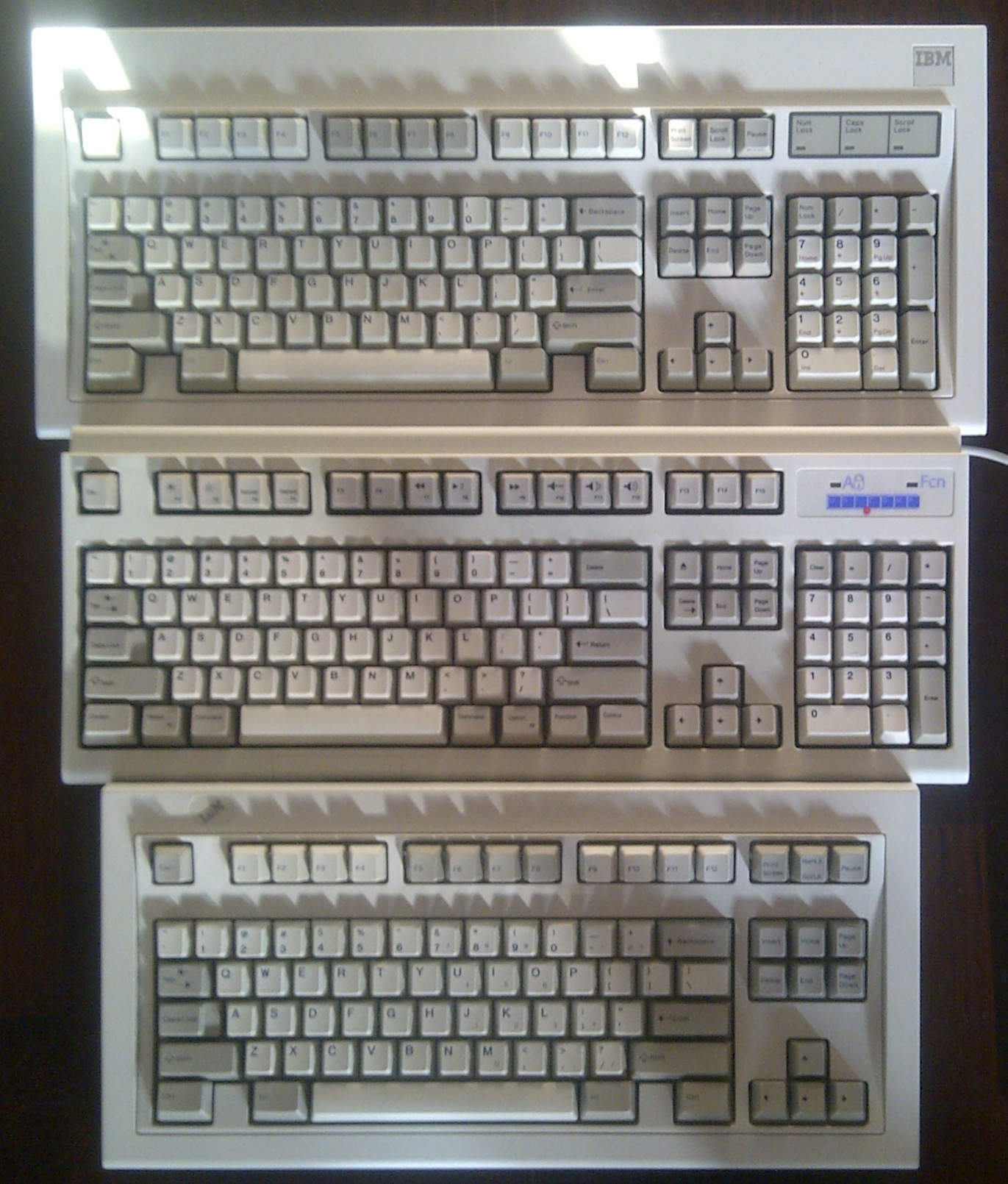
Teclados modelo M de IBM y Unicomp De arriba a abajo: • IBM de 1986 (P/N 1390131, logo cuadrado) • Teclado ahorrador de espacio Unicomp de 2011(P/N UNIZPHA) • Teclado ahorrador de espacio IBM de 1991 (P/N 1392934)
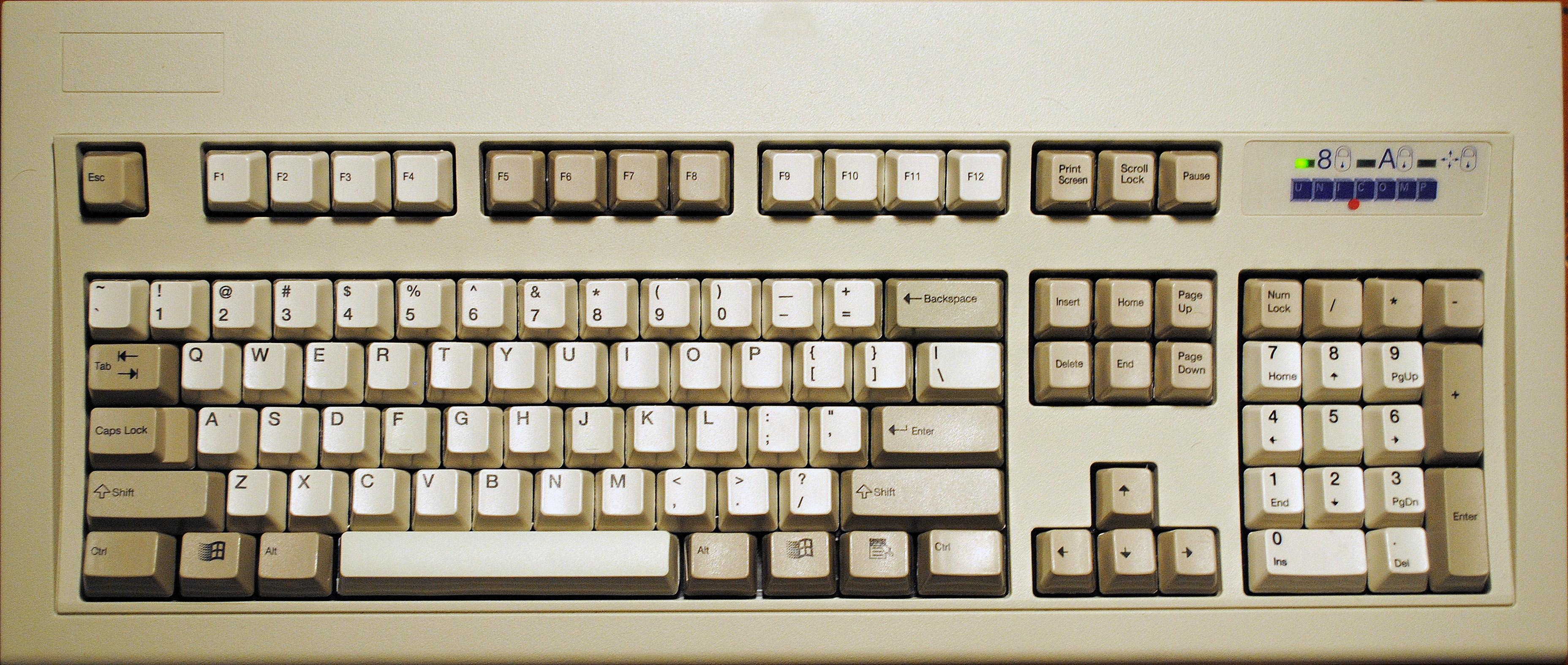
2012 Unicomp Classic 104 (P/N UNI044A)

- Teclados modelo M de IBM y Unicomp
De arriba a abajo:
• IBM de 1986 (P/N 1390131, logo cuadrado)
• Teclado ahorrador de espacio Unicomp de 2011(P/N UNIZPHA)
• Teclado ahorrador de espacio IBM de 1991 (P/N 1392934)
- 2012 Unicomp Classic 104 (P/N UNI044A)